# Liste der Straßen und Plätze in Berlin-Zehlendorf

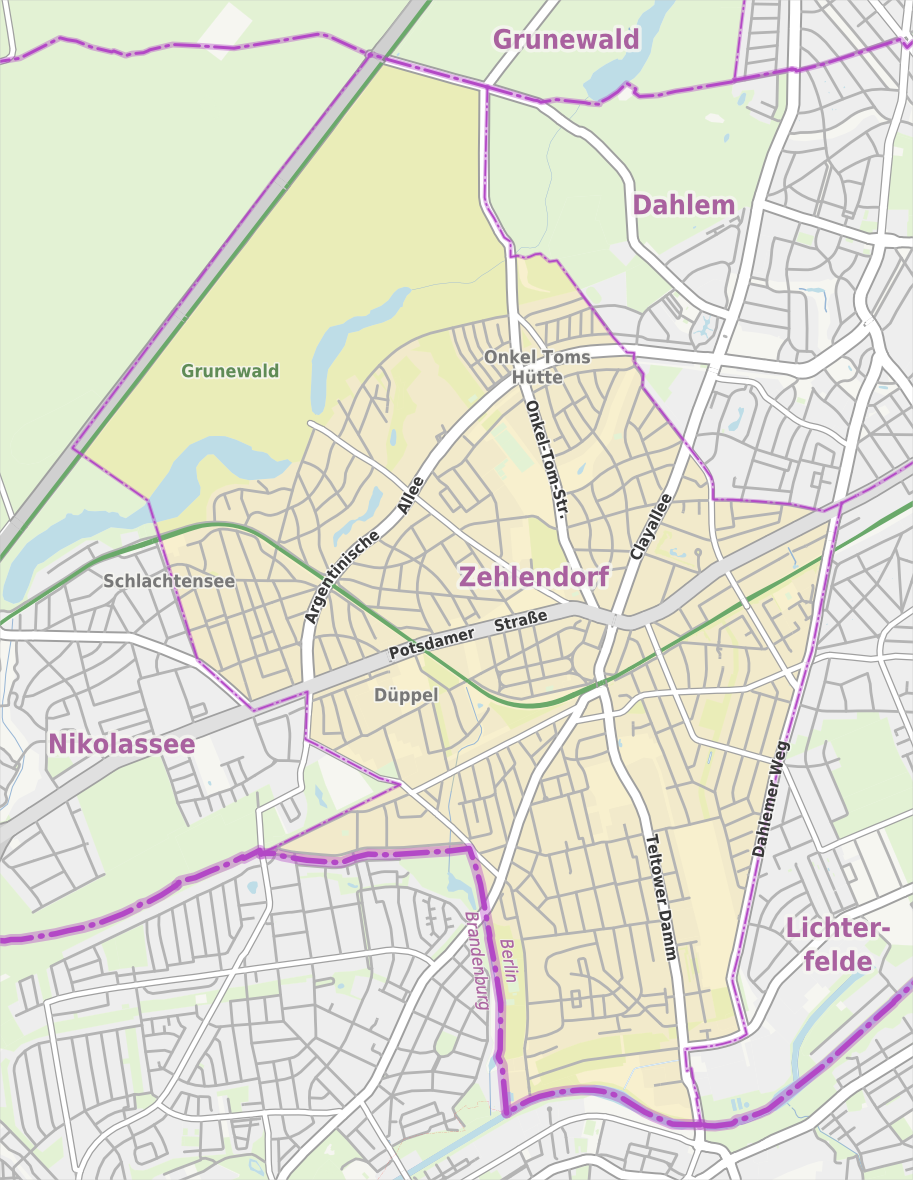
Übersichtskarte von Berlin-Zehlendorf

Die Liste der Straßen und Plätze in Berlin-Zehlendorf beschreibt das Straßensystem im Berliner Ortsteil Zehlendorf mit den entsprechenden historischen Bezügen. Gleichzeitig ist diese Zusammenstellung ein Teil der Listen aller Berliner Straßen und Plätze.

## Überblick

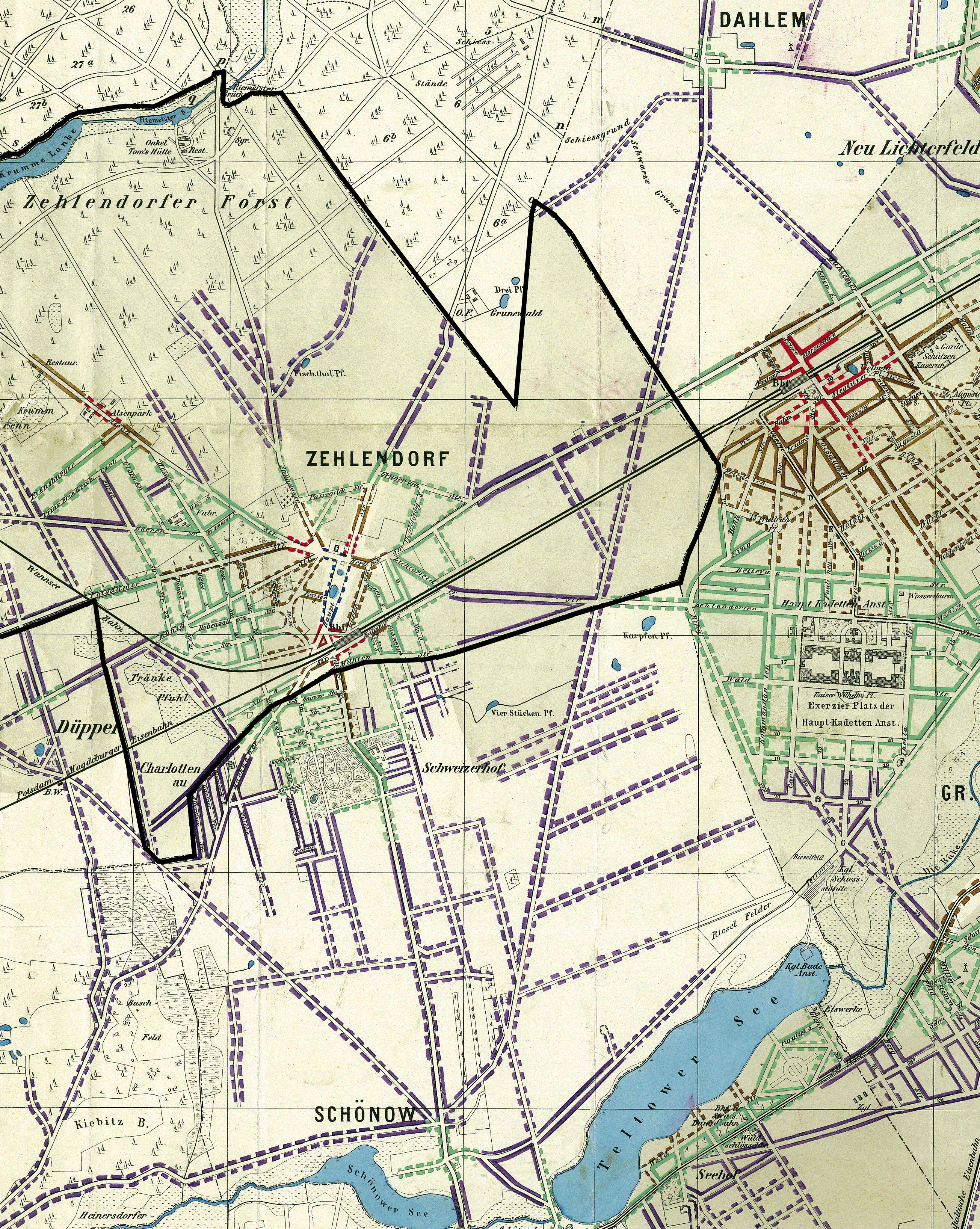
Straßensystem in Zehlendorf (nach Droschkenwegmesser) 1893

Der Ortsteil Zehlendorf hat 54.765 Einwohner (Stand: 31. Dezember 2023) und umfasst die Postleitzahlenbereiche 14163, 14165, 14167 und 14169. Im Ortsteil liegen 290 gewidmete Straßen und Wege, von denen ein Straßenzug den Rang einer Bundesstraße hat. Zudem liegen hier neun benannte Stadtplätze an diesen Straßen. 26 Straßen liegen teilweise auch über die Grenzen des Ortsteils hinweg. Die Gesamtlänge der Bundes-, Stadt- und Siedlungsstraßen im Ortsteil beträgt 146,0 Kilometer von insgesamt 635,4 Kilometern öffentliches Straßennetz im gesamten Bezirk Steglitz-Zehlendorf. Bei sieben Ortsteilen hat Zehlendorf mit 23 Prozent den größten Anteil am größten Bezirksstraßennetz in Berlin.
Der Ortsteil grenzt im Süden mit der Stadtgrenze Berlins an das Land Brandenburg (Kleinmachnow). Ab der Berlepschstraße grenzt der Ortsteil an Nikolassee. Die Grenze des Ortsteils verläuft zunächst südlich der ehemaligen Stammbahn zwischen Bahnhof Düppel (außerhalb) und Bahnhof Zehlendorf Süd und biegt hier nordwestwärts ab, an der Westseite der Clauertstraße und Lindenthaler Allee verlaufend. Im Weiteren bilden die Potsdamer Chaussee nach Osten, die Wannseebahn bis zum Mexikoplatz, die Limastraße, der Elvirasteig und der Fischerhüttenweg bis zur Bahnstrecke Westkreuz–Wannsee die Ortsteilgrenze zu Schlachtensee. Von dort bildet die Bahnstrecke Richtung Nordosten die erneute Grenze zu Nikolassee. Am zum Ortsteil gehörenden Hüttenweg wechselt der Nachbarortsteil zu Grunewald, gleichzeitig die Bezirksgrenze zu Charlottenburg-Wilmersdorf. Der Onkel-Tom-Straße bis an den Fenngraben folgend, liegt die Grenze zu Dahlem, weiter 280 Meter ostwärts durch Waldgelände bis zur Ecke Dachsheide. Dem Holzungsweg nach Südosten folgend und an der zum Ortsteil gehörenden Waltraud-, Sundgauer Straße und Schützallee entlang. An der Kreuzung Thielallee/Unter den Eichen (beide außerhalb von Zehlendorf) wird Lichterfelde erreicht und der Straßenzug Dahlemer Weg / Wupperstraße (beide im Ortsteil Zehlendorf) sind grenzführend. Der Rand des Ortsteils folgt an der Südseite des Beeskow- und der Ostseite des Teltower Damms. Der Ortsteil wird nun an der Berliner Stadtgrenze mit Teltow (Landkreis Potsdam-Mittelmark) vom Teltowkanal hin begrenzt, hier liegen der Mauerweg, der Teltowkanalweg (Nr. 17) und der Teltower Dörferweg (Nr. 15). Nach ungefähr 1,5 Kilometer westwärts am Teltowkanal biegt die Stadtgrenze nun zur Gemeinde Kleinmachnow nach Norden am Buschgraben entlang, die Hauptverkehrsverbindung Machnower Straße – Zehlendorfer Straße (in Teltow) kreuzt hier. Von der Ecke Ludwigsfelder/Neuruppiner Straße verläuft die Stadtgrenze schließlich westwärts bis zur Neuruppiner/Berlepschstraße.
Die Hauptstraßen im Ortsteil sind die Bundesstraße 1 auf dem Straßenzug Berliner Straße – Potsdamer Straße – Potsdamer Chaussee in Ost-West-Richtung zwischen Steglitz und dem Berliner Zentrum und Potsdam, sowie dem Autobahnkreuz Zehlendorf. Den Nord-Süd-Verkehr übernimmt die Clayallee (nach Charlottenburg) mit der Fortsetzung südlich vom Zehlendorfer Zentrum nach Süden über Teltower Damm (nach Teltow) und der Machnower Straße (nach Kleinmachnow). Ergänzt wird dieser Nord-Süd-Straßenzug durch den Dahlemer Weg/Wupperstraße, die über den Beeskowdamm an den Teltower Damm anschließen, und zum anderen die Goerzallee, mit deren Gewerbegebieten im Süden, eine bedeutsame Straßenverbindung, besonders als durch den Mauerbau der Süden in Randlage geriet. Die Seehof- und Mühlenstraße ergänzen die Hauptstraßen südlich der B 1, nördlich sind dies die Argentinische Allee – Lindenthaler Allee und die Onkel-Tom-Straße, letztere insbesondere als Weg zur Anschlussstelle 2 (Hüttenweg) der AVUS und damit der Stadtautobahn.

## Übersicht der Straßen und Plätze
Die nachfolgende Tabelle gibt eine Übersicht über die vorhandenen Straßen und Plätze im Ortsteil sowie einige dazugehörige Informationen.
- Name/Lage: aktuelle Bezeichnung der Straße oder des Platzes. Über den Link Lage kann die Straße oder der Platz auf verschiedenen Kartendiensten angezeigt werden. Die Geoposition gibt die Lage der ungefähren Mitte der Straßenlänge an.
- Im amtlichen Straßenverzeichnis nicht aufgeführte Verkehrswege sind mit * gekennzeichnet.
- Ehemalige oder nicht mehr gültige Straßennamen sind kursiv gesetzt. Für bedeutende ehemalige Straßen oder historische Straßennamen ist gegebenenfalls eine gesonderte Liste vorhanden.
- Länge/Maße in Metern:
Die in der Übersicht enthaltenen Längenangaben sind  gerundete Übersichtswerte, die in Google Earth mit dem dortigen Maßstab ermittelt wurden. Sie dienen Vergleichszwecken und werden, sofern amtliche Werte bekannt sind, ausgetauscht und gesondert gekennzeichnet.
Bei Plätzen sind die Maße in der Form a × b für rechteckige Anlagen und für (ungefähr) dreieckige Anlagen als a × b × c mit a als längster Seite angegeben.
Sofern die Straße auch in benachbarte Ortsteile weiterführt, gibt der Zusatz ‚im Ortsteil‘ an, wie lang der Straßenabschnitt innerhalb des Ortsteils dieses Artikels ist.
- Namensherkunft: Ursprung oder Bezug des Namens.
- Anmerkungen: weitere Informationen über anliegende Baudenkmale oder Institutionen, die Geschichte der Straße und historische Bezeichnungen.
- Bild: Foto der Straße oder eines anliegenden Objektes.

| Name/Lage                         | Länge/Maße (in Metern)    | Namensherkunft | Datum der Benennung | Anmerkungen | Bild |
| --------------------------------- | ------------------------- | --- | ------------------- | --- | --- |
| Adolfstraße (Lage)                | 0450                      | Adolf, männlicher Vorname | vor 1906            | Die Straße wurde um 1900 von der Zehlendorf-Kleinmachnow AG angelegt und war 1906 im Berliner Adressbuch verzeichnet. Sie liegt zwischen Leuchtenburgstraße und Hoffbauerpfad. | Berlin-Zehlendorf Adolfstraße |
| Ahornstraße (Lage)                | 0400                      | Ahorn, Baumart | um 1889             | Die Straße wurde 1885/1886 angelegt und wohl mit Ahornbäumen bepflanzt. Sie liegt zwischen Potsdamer und Beuckestraße. | Ahornstraße |
| Albertinenstraße (Lage)           | 0350                      | Albertinerinnen, Mitglieder des nach dem sächsischen Kronprinzen Albert benannten Albertvereins | um 1895             | Die Straße wurde ab 1895 angelegt und bestand nur aus zwei Häusern, wurde 1908 verlängert. Sie liegt zwischen Machnower Straße (Buschgrabenweg) und Seibtweg. | Berlin-Zehlendorf Albertinenstraße |
| Alfred-Grenander-Platz (Lage)     | 0060 × 50                 | Alfred Grenander (1863–1931), schwedischer Architekt | 14. Nov. 2008       | Es ist der 2008 benannte Vorplatz am U-Bahnhof Krumme Lanke. Das Empfangsgebäude wurde von Alfred Grenander entworfen, am Platz steht ein Denkmal für den Architekten. | Berlin-Zehlendorf Alfred-Grenander-Platz |
| Alsbacher Weg (Lage)              | 0080                      | Alsbach, hessische Stadt bei Darmstadt | 31. Juli 1947       | Die Straße geht als Sackgasse vom Wasserkäfersteig ab und wurde von der Zehlendorfer West AG angelegt und war vor der Benennung die Straße 501. Zwischen 1938 und 1947 trug sie in der SS-Kameradschaftssiedlung den Namen Treuepfad. | Berlin-Zehlendorf Alsbacher Weg |
| Altkanzlerstraße (Lage)           | 0140                      | erster Reichskanzler des Deutschen Reichs, Otto von Bismarck (1815–1898) | 14. Sep. 1927       | Die Straße 300 wurde zwischen 1925 und 1927 von der Zehlendorf-West AG angelegt. Sie liegt zwischen Wilskistraße und Argentinische Allee. Nur die Hälfte, der Abschnitt der Altkanzlerstraße zwischen Sven-Hedin-Straße und Alsenstraße, wurde 1931 in Plüschowstraße umbenannt. | Berlin-Zehlendorf Altkanzlerstraße |
| Alt-Schönow (Lage)                | 0230                      | Schönow, Dorfkern des ehemaligen Dorfs im Kreis Teltow, heute Ortslage in Zehlendorf | 15. März 1939       | Die Straße hieß überkommen bis 1939 Dorfstraße und wurde nach der Bildung von Groß-Berlin wegen des häufigen Namens umbenannt. Es ist eine Sackgasse, die vom Teltower Damm (südlich vom Beeskowdamm) nach Westen abgeht. | Alt-Schönow |
| Am Birkenknick (Lage)             | 0170                      | Birkenknick, Zehlendorfer Flurbezeichnung | 4. Aug. 1930        | Sie liegt zwischen Teltower Damm über Laehr'schen Jagdweg und dem Heinrich-Laehr-Park. | Am Birkenknick |
| Am Fischtal (Lage)                | 0810                      | Talsenke der Feldmark Zehlendorf | 14. Sep. 1927       | Als Straße 326 um 1925 von der Zehlendorf-Grunewald AG angelegt, liegt sie zwischen Wilski- und Onkel-Tom-Straße. Sie liegt westlich bis nördlich am Grünzug entlang. | Am Fischtal |
| Am Fuchspaß (Lage)                | 0150                      | Fuchspaß, Flurbezeichnung, Jägersprache für einen Ort, den Füchse passieren | 4. Aug. 1930        | Er liegt zwischen Hochsitzweg und Am Hegewinkel im Gebiet südlich des Grunewaldes. Als Straße D um 1928/1929 von der Zehlendorf-Grunewald AG angelegt liegt sie im sogenannten „Jägerviertel“. | Am Fuchspaß |
| Am Hegewinkel (Lage)              | 0420 (im Ortsteil)        | Hegewinkel, Flurbezeichnung für ein Wildgebiet (Jägersprache) | 4. Aug. 1930        | Die Straße liegt mit den Grundstücken 2–124 (gerade) und 105–121 (ungerade) zwischen Riemeisterstraße (über einen Fußweg) und dem Holzungsweg (ausgeschlossen) im Ortsteil und führt ostwärts nach Dahlem weiter. Vorher Straße F wurde um 1928/1929 von der Zehlendorf-Grunewald AG angelegt und liegt im „Jägerviertel“. | Am Hegewinkel |
| Am Lappjagen (Lage)               | 0160                      | Bei der Lappjagd wird das Wild dreiseitig durch Lappen eingeengt und an der nicht gelappten Seite gedrückt | 4. Aug. 1930        | Die Straße A wurde von der Zehlendorf-Grunewald AG um 1928/1929 angelegt und 1930 im „Jägerviertel“ mit einem Begriff der Jägersprache umbenannt. Die Straße liegt zwischen Hochsitzweg und Holzungsweg (Am Hegewinkel). | Am Lappjagen |
| Am Rehwechsel (Lage)              | 0200                      | Rehwechsel, Begriff aus der Jägersprache für den vom Rehwild | 4. Aug. 1930        | Die Straße liegt zwischen Teltower Damm und dem Heinrich-Laehr-Park, ab Laehr'schen Jagdweg als Sackgasse ostwärts, als Fußweg bis zur Wupperstraße. | |
| Am Schweizerhof (Lage)            | 0360                      | Schweizerhof, ehemalige Heilanstalt für psychisch Kranke, 1854 geschaffen von Heinrich Laehr, vorher Bauernhof des Kaufmanns Krause, um 1963 abgerissen für den Bau der John-F.-Kennedy-Schule | um 1928             | Die Straße liegt zwischen Jänicke- und Prinz-Handjery-Straße. Vorher Straße 208 und Straße 215 des Bebauungsplans, benannt mit der Bebauung. Damals führte am westlichen Ende auf dem Gelände des heutigen Sportplatzes in Verlängerung ein Weg zum „Schweizerhof“-Gelände, dieser sollte auch als Teil der Straße „Am Schweizerhof“ ausgebaut und sogar über den Teltower Damm hinaus verlängert werden. Diese Trasse wurde um 1950 mit einer Schule überbaut. | Am Schweizerhof |
| Am Vierling (Lage)                | 0330                      | Vierling ist ein hiesiger Tümpel, mit Namensgleichheit zu einer Schusswaffe | 3. Nov. 1938        | Die Straße geht von Argentinische Allee und an der Starkenburger Straße als Sackgasse nach Nordost weiter. Sie wurde Mitte der 1930er Jahre von der Zehlendorf-West AG als Straße 507 des Bebauungsplans angelegt. Der Straßenname wurde auf den Aufruf der SS-Zeitung Das Schwarze Korps im August 1938 mit 15 weiteren für die SS-Kameradschaftssiedlung in Zehlendorf ausgesucht. 1947 wurde sie nicht wie 13 andere dieser Straßennamen umbenannt. | Am Vierling |
| Am Vierstückenpfuhl (Lage)        | 0200                      | Vierstückenpfuhl, alte Flurbezeichnung | 30. Okt. 1926       | Die Straße liegt zwischen Seehof- und Stubenrauchstraße. | Am Vierstückenpfuhl |
| Am Weißen Steg (Lage)             | 0080                      | Weißer Steg, im Gegensatz zum Schwarzen Weg. | vor 1925            | Die Anlage der Straße erfolgte vor 1925 durch den Beamten-Wohnungsverein. Sie geht südlich als Sackgasse von der Berlepschstraße ab. | Am Weißen Steg |
| Am Wieselbau (Lage)               | 0150                      | Wieselbau, Wohnhöhle des Wiesels | 4. Aug. 1930        | Die Straße E des Bebauungsplans wurde 1929/1930 durch die Zehlendorf-Grunewald AG angelegt und bebaut und liegt im „Jägerviertel“ zwischen Hochsitzweg und Am Hegewinkel. | Am Wieselbau |
| Andréezeile (Lage)                | 0940                      | Salomon August Andrée (1854–1897), schwedischer Ingenieur und Polarforscher | 9. Sep. 1931        | Die Straße liegt heute zwischen Teltower Damm und Nieritzweg. Als Straße 55 des Bebauungsplans wurde sie um 1910 seitens der Zehlendorf-Kleinmachnow AG und der Gemeinde als Verbindungsweg zwischen Schönow und Düppel angelegt. 1925 begann der Ausbau als Straße, wobei der südliche (Schönower, daher in Berlin befindliche) Teil ursprünglich Düppeler Weg hieß, der nördliche (Düppeler) Abschnitt hingegen damals noch nicht zu Berlin gehörte. Erst infolge der Eingemeindung Düppels nach Berlin 1928 erhielt der gesamte Straßenverlauf (von Potsdamer Chaussee bis zum heutigen Teltower Damm) 1931 den Namen ‚Andréezeile‘, was mehr als doppelt so lang war, wie der heutige gleichnamige Abschnitt. Nach dem Zweiten Weltkrieg erfuhren Verlauf und Name der Straße abermals eine grundlegende Veränderung: ab 1966 wurde der nördliche Abschnitt u. a. in Clauertstraße und Ludwigsfelder Straße aufgeteilt, ein kleiner Abschnitt wurde in die (bereits bestehende) Sachtlebenstraße einbezogen, ferner wurde ein weiterer Abschnitt in Hans-Böhm-Zeile umbenannt; der ganz nordwestliche, an die Potsdamer Chaussee grenzende Abschnitt (bereits in Nikolassee gelegen) erhielt später einen stark veränderten Verlauf und heißt seit 1979 Lissabonallee. Lediglich der Abschnitt südlich vom Nieritzweg heißt bis heute ‚Andréezeile‘ und verläuft ebenfalls nur teilweise an Stelle der ursprünglichen Schönow-Düppel-Verbindung (s. o.). | Andréezeile |
| Anhaltinerstraße (Lage)           | 0930                      | Die Anhalter Bahn verband Berlin zum Zeitpunkt der Benennung mit dem Herzogtum Anhalt, einem Gliedstaat im Deutschen Reich. Die Straße führt entlang der Wannseebahn, kann also nicht nach der durch Lichterfelde-Ost verlaufenden Anhalter Bahn benannt sein, sondern nur nach den Anhaltinern, die ein Fürstengeschlecht waren ebenso wie die Hohenzollern oder Hohenlohe, nach denen die benachbarte Hohenzollernstraße bzw. die ehemalige Hohenlohestraße, heute Urselweg, benannt wurde. | um 1900             | Die Straße zwischen Martin-Buber- und Königstraße wurde zwischen 1890 und 1904 am Bahnhof Zehlendorf auf dem Gelände der Eisenbahn von den Eigentümern angelegt. Bis mindestens 1961 ist sie auf Karten als „Anhaltiner Straße“ in Getrenntschreibung eingezeichnet. | Anhaltinerstraße |
| Argentinische Allee (Lage)        | 1850 (im Ortsteil)        | Argentinien, Staat in Südamerika | 26. Jan. 1934       | Der westliche Teil der Straße vom Mexikoplatz bis zur Fischerhüttenstraße wurde um 1885 als Grunewaldallee angelegt. Der östliche Teil war beim Bau der 1929 eröffneten U-Bahn-Linie U3 noch Waldgebiet. Im Jahr 1932 wurde die Straße vom U-Bahnhof Krumme Lanke entlang der U-Bahn bis zum U-Bahnhof Oskar-Helene-Heim verlängert und 1934 umbenannt. Im Ortsteil liegen die Grundstücke 1–221 (ungerade) und 2–212 (gerade), die übrigen Grundstücke liegen östlich der Ortsteilgrenze am Holzungsweg und gehören zu Dahlem. | Argentinische Allee · Argentinische Allee |
| Auerhahnbalz (Lage)               | 0200                      | Balz ist hier das Paarungsvorspiel beim Auerhahn | 14. Sep. 1927       | Die Straße liegt zwischen Wilskistraße und Am Fischtal, am östlichsten parallel zu weiteren Straßen mit Namen von Vogelpaarungen. Sie wurde um 1927 als Straße 323 nach Bebauungsplan der Zehlendorf-Grunewald AG angelegt. | Auerhahnbalz |
| Beerenstraße (Lage)               | 1120                      | Beerend, hiesiger Grundeigentümer. | um 1878             | Ein früherer Feldmarkweg hieß allgemein Beerendscher Weg. Die Straße liegt zwischen Busseallee und Mexikoplatz. | Berlin-Zehlendorf Beerenstraße · Beerenstraße 45–49 |
| Beeskowdamm (Lage)                | 0430 (im Ortsteil)        | Beeskow (eigentlich Besckow), Gutsbesitzerfamilie in Schönow | 24. Okt. 1922       | Die Straße mit den nördlichen Grundstücken 4–20 (gerade) liegt zwischen Teltower Damm und Wupperstraße im Ortsteil. Die Grundstücke südlich gehören zu Lichterfelde. Der Damm wurde als Straße 1 des Bebauungsplans zwischen 1898 und 1900 von der Gemeinde Zehlendorf als Verbindungsstraße angelegt. | Beesckowdamm |
| Bergmannstraße (Lage)             | 0220                      | William Bergmann (19. Jahrhundert), Druckereibesitzer und Kommunalpolitiker | 1890                | Die Straße liegt am Gemeindewäldchen zwischen Busseallee und Fischerhüttenstraße. Bergmann ließ als Gemeindevorsteher mehrere Straßen anlegen, so wurde er mit der Benennung einer auf seinem Gelände geehrt. Das Projekt reichte er am 28. August 1889 bei der Gemeinde ein, der Gemeindevertreterbeschluss ist vom 5. September 1889 und am 22. August 1890 wurden die Bauarbeiten beendet. | Bergmannstraße |
| Berlepschstraße (Lage)            | 2380                      | Hans Hermann Freiherr von Berlepsch (1843–1926), Politiker und Staatsminister | 1913                | Die Straße liegt zwischen Machnower Straße und Benschallee (Stadtgrenze). Sie wurde 1893 von der Gemeinde Zehlendorf parallel zur alten Bahnlinie angelegt, zunächst nur bis zur heutigen Camphausenstraße. Spätestens 1907 hieß sie „Stahnsdorfer Straße“ und reichte bis zur damaligen Grenze zwischen der Gemeinde Zehlendorf und dem Rittergut Düppel, die entlang der heutigen Idsteiner Straße verlief und 1920 zur Stadtgrenze von Berlin wurde. 1928 wurde das Rittergut aufgelöst und auch das Gebiet westlich der Idsteiner Straße kam zu Zehlendorf. Zwischen 1934 und 1938 wurde die Berlepschstraße bis zur Andréezeile verlängert und bebaut. Der Rest bis zur neuen Stadtgrenze entstand als Straße 562 und wurde am 21. Mai 1941 in die Berlepschstraße einbezogen, blieb jedoch unbebaut. Stattdessen entstand um 1960 die Straße 605, die nun im westlichen Teil direkt an der Bahn verlief. Diese wurde in der heutigen Form bebaut und am 6. November 1962 die Berlepschstraße einbezogen. Die Straße endete an einer Wendestelle für Busse, dahinter war die Berliner Mauer. Hier befindet sich heute ein Mahnmal für Karl-Heinz Kube, der dort bei einem Fluchtversuch 1966 von Grenztruppen der DDR erschossen wurde. Die nach Kleinmachnow führenden letzten Meter der Fahrbahn wurden erst Mitte der 1990er Jahre gebaut. | Berlepschstraße · Berlepschstraße 2 |
| Berliner Straße (Lage)            | 1730 (im Ortsteil)        | Straße nach Berlin | vor 1878            | Die Berliner Straße liegt zwischen der Clayallee / Teltower Damm und dem Dahlemer Weg. Die Grundstücke 95–99 an der Nordseite östlich der Schützallee liegen in Dahlem. Die Straße liegt im Zuge der Potsdamer Straße und Unter den Eichen der ehemaligen Reichsstraße 1, heute Bundesstraße 1. | Berliner Straße · Berliner Straße |
| Bertholdstraße (Lage)             | 0130                      | Eugen Berthold, erster Apotheker in Zehlendorf, eröffnete 1894 die Adler-Apotheke und war von 1902 bis 1905 Gemeindevertreter in Zehlendorf. | 14. März 1958       | Die Straße liegt zwischen Mühlen- und Hochbaumstraße. Die zuerst 1926 gebaute Bertholdstraße wurde 1957 aufgehoben und ein Jahr später etwa 40 Meter weiter westlich neu eingerichtet. | Bertholdstraße |
| Beuckestraße (Lage)               | 0510                      | Karl Beucke (1860–1915), Pädagoge | 8. Aug. 1935        | Die Straße liegt zwischen Martin-Buber- und Düppelstraße. Sie wurde um 1891/1892 von der Gemeinde auf Kosten der Anlieger und Besitzer als Burggrafenstraße angelegt. Beucke hatte in Zehlendorf die Realschule in eine Oberrealschule gewandelt und fiel im Ersten Weltkrieg an der russischen Front. Die Benennung erfolgte am 20. Todestag. | Beucke-Schule · Direktorenwohnhaus |
| Biesalskistraße (Lage)            | 0560                      | Konrad Biesalski (1868–1930), Orthopäde, Vater der modernen Krüppelfürsorge | 3. Nov. 1938        | Sie liegt zwischen Irmgardstraße und Clayallee, führt aber nicht auf diese durch, sondern für den Kraftfahrzeugverkehr ab Katharinenstraße als Sackgasse. | Biesalskistraße |
| Biesestraße (Lage)                | 0200                      | Ferdinand Biese (1825–1896), Küster in Zehlendorf, 1895 wurde er zum ersten Rektor der Gemeindeschule ernannt | 16. Jan. 1925       | Die Straße liegt zwischen Schrockstraße und Gimpelsteig. Sie wurde vom Beamten-Wohnungsverein als Straße 1 angelegt. | Biesestraße |
| Biesheimring (Lage)               | 0240                      | Biesheim, Gemeinde im Elsass | 16. März 2015       | Die Wohnstraße (Privatweg) liegt zwischen Brittendorfer Weg bis Bolchener Straße in einem Neubaugebiet | Biesheimring |
| Bischweilerstraße (Lage)          | 0270                      | Bischweiler, Stadt im nördlichen Elsass, Frankreich | 29. Jan. 1937       | Sie wurde um 1900 als Straße 302a des Bebauungsplans der Zehlendorf-West AG angelegt. Die Straße geht im Bogen vom Poßweg ab. | Bischweilerstraße |
| Bismarckstraße (Lage)             | 0250                      | Otto von Bismarck (1815–1898), Politiker, Reichskanzler | um 1900             | Die Straße liegt zwischen Machnower und Dallwitzstraße. | Bismarckstraße |
| Blücherstraße (Lage)              | 0140                      | Gebhard Leberecht von Blücher (1742–1819), preußischer Generalfeldmarschall | um 1893             | Die Straße liegt zwischen Busseallee und Glockenstraße und wurde zwischen 1892 und 1893 von der Zehlendorf-West AG angelegt. | Blücherstraße |
| Blumenthalstraße (Lage)           | 0180                      | Leonhard von Blumenthal (1810–1900), Generalfeldmarschall | um 1904             | Sie liegt zwischen Beeren- und Sven-Hedin-Straße. Die Bauarbeiten für die Straße wurden von der Zehlendorf-West AG durchgeführt und begannen 1903. | Blumenthalstraße |
| Bogenstraße (Lage)                | 0160                      | im Bogen verlaufend | um 1889             | Die Straße geht von der Gartenstraße ab und wurde zwischen 1884 und 1894 von den Eigentümern angelegt. | Bogenstraße |
| Bolchener Straße (Lage)           | 0330                      | Bolchen, Stadt in Lothringen, Frankreich | 21. Mai 1941        | Sie liegt zwischen Sundgauer und Brettnacher Straße. Die Straße 554 des Bebauungsplans wurde zwischen 1899 und 1900 von den Eigentümern und der Gemeinde angelegt. Am 1. April 1963 wurde die Verlängerung der Bolchener Straße zwischen Brettnacher und Sundgauer Straße ebenfalls in Bolchener Straße benannt. Wegen der umliegenden Straßennamen heißt es das Lothringer Viertel. | Bolchener Straße |
| Breitensteinweg (Lage)            | 0530                      | Breitenstein, ehemalige Burg im Elsass, Frankreich | 21. Mai 1941        | Die Straße liegt zwischen Andreezeile und Lupsteiner Weg und wurde Anfang der 1930er Jahre als Straße 572 des Bebauungsplan der Zehlendorf-Kleinmachnow AG angelegt. Die Benennung der Straße erfolgte 1941, nach der Besetzung Frankreichs durch Hitlerdeutschland und der erneuten Annexion von Elsaß und Lothringen. | Breitensteinweg |
| Brettnacher Straße (Lage)         | 0550                      | Brettnach, Ort in Lothringen, Frankreich | 21. Mai 1941        | Die Straße liegt zwischen Sundgauer Straße und Dahlemer Weg, sie endet als Fahrstraße jedoch vor dem Dahlemer Weg und führt hier nur als Fußweg durch. Die Benennung der Straße im Lothringer Viertel erfolgte 1941, nach der Besetzung Frankreichs durch Hitlerdeutschland und der erneuten Annexion von Elsaß und Lothringen. | Brettnacher Straße |
| Brittendorfer Weg (Lage)          | 0070                      | Brittendorf, Ort in Lothringen, nordöstlich von Metz, Frankreich | 21. Mai 1941        | Die Straße geht von der Brettnacher Straße als Sackgasse ab, sie liegt im Lothringer Viertel. Angelegt wurde sie als Straße 556 des Bebauungsplans zwischen 1889 und 1900 von der Gemeinde und den Eigentümern. | Brittendorfer Weg |
| Bülowstraße (Lage)                | 0760                      | Friedrich Wilhelm Bülow von Dennewitz (1755–1816), preußischer Militär | um 1904             | Mit dem Bau der Straße begann die Zehlendorf-West AG um 1903, sie liegt zwischen Argentinischer Allee und Fürstenstraße. | Bülowstraße: Ernst-Reuter-Haus |
| Bürstadter Weg (Lage)             | 0080                      | Bürstadt, hessische Stadt an der Bergstraße | 31. Juli 1947       | Die Straße liegt zwischen Alsbacher und Hirschhorner Weg im Hessischen Viertel. Vorher als Straße 502 des Bebauungsplans angelegt, erhielt im Rahmen der Benennungsaktion der SS-Zeitung für die SS-Kameradschaftssiedlung in Zehlendorf den Namen Sigstraße und wurde, durch Mitteilung am 31. Juli 1947 im Verordnungsblatt für Groß-Berlin bekanntgegeben, erneut umbenannt. | Bürstädter Weg |
| Buschgrabenweg (Lage)             | 0210                      | nahegelegener Buschgraben | 13. Mai 1929        | Die Straße liegt zwischen Machnower und Ludwigsfelder Straße. Angelegt wurde sie Anfang der 1920er Jahre als Straße 52 der Zehlendorf-Kleinmachnow AG. | Buschgrabenweg |
| Busseallee (Lage)                 | 0660                      | Carl Hermann Busse (1872–1918), Lyriker | 23. Jan. 1931       | Die Straße zwischen Potsdamer und Fischerhüttenstraße wurde durch den Unternehmer Bergmann mit einem Projekt für das Gelände zwischen der Glocken-, Fischerhütten- und Potsdamer Straße eingereicht. 1889 wurde der Bau der Wohnsiedlung und der Straßen genehmigt. Sie trug zunächst bis 1931 den Namen Heidestraße. Der Lyriker Busse wohnte in dieser Zehlendorfer Straße. | Busseallee 21 · Busseallee 23–25, Mutterheim des Ev. Diakonissenvereins                                                                                |
| Camphausenstraße (Lage)           | 0460                      | Otto von Camphausen (1812–1896), preußischer Finanzminister | um 1898             | Die Straße liegt zwischen Berlepschstraße und Gimpelsteig und wurde 1893 vom „Verein zur Erziehung sittlich verwahrloster Kinder“ auf dem Anstaltsgelände angelegt und 1899 verlängert. | Camphausenstraße |
| Charlottenburger Straße (Lage)    | 0330                      | Charlottenburg, damals selbstständige Nachbargemeinde | vor 1878            | Die Straße liegt zwischen Berliner und Winfriedstraße. Ihre Lage parallel zur Clayallee führt nach Charlottenburg. | Feuerwache Charlottenburger Straße |
| Claszeile (Lage)                  | 0940                      | Gerhard Clas (1861–1933), Gärtnereibesitzer und Gemeindevorsteher in Zehlendorf | 13. Juli 1934       | Die um 1896 angelegte Auguststraße und die vor 1878 angelegte Wilhelmstraße wurden im Zuge der Behebung von Doppelnamen in Groß-Berlin 1934 in Claszeile umbenannt. Diese liegt zwischen Gimpelsteig und Nieritzweg. | Claszeile Süd-Grundschule |
| Clauertstraße (Lage)              | 0790 (im Ortsteil)        | Hans Clauert (1510–1566), Schauspieler, „märkischer Eulenspiegel“ | 1. Juni 1966        | Die Ortsteilgrenze zu Nikolassee liegt am Südrand der Clauertstraße. Im Ortsteil liegt die Straße und die Nordseite (Grundstücke 2–78) zwischen Lindenthaler Allee und Berlepschstraße, sowie südlich der stillgelegten S-Bahnstrecke auch die Südseite (Grundstücke 1–7, ungerade). Der nördliche Abschnitt der Andréezeile zwischen der Berlepschstraße und der Lindenthaler Allee wurde 1966 (400. Todestag) in Clauertstraße umbenannt. | Clauertstraße |
| Clayallee (Lage)                  | 1269 (im Ortsteil)        | Lucius D. Clay (1898–1978), US-amerikanischer General | 1. Juni 1949        | Im Ortsteil liegt nur der Abschnitt zwischen Potsdamer und Sundgauer Straße (Grundstücke 237–357 und 244–356). Nach Norden setzt sich die insgesamt 4,7 km lange Allee durch Dahlem nach Schmargendorf fort. In einer Rechtskurve, in der sie wenige Meter durch Grunewald führt, geht sie in den Hohenzollerndamm über.1949 erhielt die Kronprinzenallee den Namen Clayallee. Der Straßenzug war vor 1878 bis 1934 als Hauptstraße angelegt und zudem vor 1912 bis zur Umbenennung 1934 lag die Cecilienstraße und ebenfalls vor 1912 war hier die Kronprinzenallee bis 1949. | Shopping-Center in der Clayallee · Clayallee 267 · Clayallee 319                                                                                       |
| Colmarer Weg (Lage)               | 0230                      | Colmar, Hauptstadt des Départements Haut-Rhin, Frankreich | 1. März 1994        | Der Weg liegt zwischen Berliner Straße (B 1) und der Bahnlinie als befahrbarer Fuß- und Radweg vor den zugehörigen Grundstücken. Über die Radweg- und Fußgängerbrücke ist die Robert-W.-Kempner-Straße südlich der Bahnlinie zu erreichen. Zum Colmarer Weg gehören die Grundstücke 2–16 (gerade) und 15–21 (ungerade). 1994 wurde auch der Zugangsweg zu den Häusern Berliner Straße 76a–h in Colmarer Weg benannt. | Colmarer Weg |
| Dahlemer Weg (Lage)               | 3280 (nur Westseite)      | Dahlem, damaliger Nachbarort (zur Zeit der Benennung) | um 1892             | Die Straße wurde um 1892 als Verbindungsweg zwischen dem Dorf Dahlem und dem Gut Schönow im Ort Teltow angelegt. 1949 wurde ein Abschnitt nördlich der Berliner Straße, der inzwischen zu Dahlem gekommen war, in Thielallee umbenannt. Im Süden zum Beeskowdamm wurde das letzte Stück, das mindestens bis 1943 bestand, aufgehoben, jetzt geht der Dahlemer Weg in die Wupperstraße über. Der Dahlemer Weg, früher ganz in Zehlendorf liegend, bildet heute die Grenze zu Lichterfelde, wobei die Straße und die westlichen (gerade nummerierten) Grundstücke zu Zehlendorf gehören. An der westlichen (Zehlendorfer) Straßenseite verläuft ein Güterverkehrsgleis der Goerzbahn. | Dahlemer Weg · Dahlemer Weg: Bahnbrücke |
| Dallwitzstraße (Lage)             | 0190                      | Johann von Dallwitz (1855–1919), preußischer Innenminister, Statthalter von Elsaß-Lothringen | nach 1878           | Die Straße liegt zwischen Berlepsch- und Radtkestraße. Die Straße wurde zwischen 1870 und 1878 vom Beamten-Wohnungsverein angelegt. | Dallwitzstraße |
| Deisterpfad (Lage)                | 0170                      | Deister, Höhenzug des Weserberglands | 13. Juli 1934       | Die Privatstraße 5 wurde 1933/1934 in der Siedlung der „Gemeinnützigen AG für Angestellten-Heimstätten“ im „Berglandviertel“ von den Eigentümern und der Zehlendorf-Grunewald AG angelegt. Der Pfad geht vom Eschershauser Weg nördlich ab und führt Richtung Quermatenweg als Steig weiter. | Deisterpfad |
| Düppelstraße (Lage)               | 0440                      | Düppel, Kriegsort im Deutsch-Dänischen Krieg 1864 | vor 1878            | Die Straße liegt zwischen Potsdamer und Anhaltinerstraße | Düppelstraße |
| Ebersteinweg (Lage)               | 0130                      | Eberstein, ehemalige Burg im Elsass, Frankreich | 21. Mai 1941        | Die Straße zwischen Breitenstein- und Windsteiner Weg wurde Mitte der 1930er Jahre als Straße 576 der Zehlendorf-Kleinmachnow AG angelegt. Benannt wurde sie 1941 nach der Besetzung Frankreichs und der erneuten Annexion von Elsaß und Lothringen. | Ebersteinweg |
| Echtermeyerstraße (Lage)          | 0160                      | Heinrich Echtermeyer (1865–1942), Architekt, Gemeinde- und Stadtbaurat in Zehlendorf | 19. März 1956       | Die Straße geht als Sackgasse nördlich von der Mühlenstraße ab, ein Fußweg verbindet sie zur Killstetter Straße hin. Die Mitte der 1930er Jahre von den Eigentümern angelegte Straße 91 sollte 1936 auf Antrag der Anlieger als Behnkestraße benannt werden, dies wurde abgelehnt. Die Benennung erfolgte so erst 1956. | Echtermeyerstraße |
| Edithstraße (Lage)                | 0210                      | Edith, weiblicher Vorname | vor 1914            | Die Straße liegt zwischen Biesalski- und Waltraudstraße. Sie wurde 1910 angelegt und 1912 durch die Zehlendorf-Grunewald AG befestigt. | Edithstraße |
| Eggepfad (Lage)                   | 0390                      | Egge, Mittelgebirgszug des niedersächsischen Berglands | 13. Juli 1934       | Die Anliegerstraße liegt zwischen Eschershauser und Quermatenweg. Die Privatstraße 4 wurde Mitte der 1920er Jahre in der Siedlung der Gemeinnützigen AG für Angestellten-Heimstätten angelegt. | Eggepfad |
| Eilertstraße (Lage)               | 0380                      | Christoph Eilert (verst. 1680), Theologe in Güterfelde | 20. März 1929       | Vorher als Straße 77 und Straße 79 des Bebauungsplans wurde sie in zwei Bauabschnitten zwischen 1920 und 1921 von der Zehlendorf-Kleinmachnow AG angelegt und erst 1927/1928 befestigt. Die Straße liegt zwischen Hoffbauerpfad und Machnower Straße. | Echtermeyerstraße |
| Eisvogelweg (Lage)                | 0320                      | Eisvogel, Familie der Rackenvögel | 14. Sep. 1927       | Die Straße liegt zwischen Am Fischtal und Wilskistraße. Als Straße 324 des Bebauungsplans wurde sie 1909/1910 im Auftrage der Eigentümer der Sommerfeld AG angelegt. | Eisvogelweg |
| Elvirasteig (Lage)                | 350 (im Ortsteil)         | Elvira, weiblicher Vorname | 31. Juli 1947       | Die Straße liegt zwischen der Fischerhüttenstraße und der Matterhornstraße im Nachbarortsteil Schlachtensee. Zwischen Fischerhüttenstraße und Limastraße bildet sie die Grenze zwischen Zehlendorf und Schlachtensee. Die Grundstücke Nr. 31 bis 51 liegen in Zehlendorf. Um 1900 wurde die Straße 1891 durch die Heimstätten AG als Zietenstraße angelegt und erhielt zwischen 1938 und 1947 den Namen Hans-Knirsch-Weg nach einem deutschnationalen Politiker aus Österreich. | Elvirasteig |
| Erdmann-Graeser-Weg (Lage)        | 0250                      | Erdmann Graeser (1870–1937), Schriftsteller und volkstümlicher Chronist | 1. Sep. 1976        | Der Weg liegt zwischen Argentinischer Allee und Goethestraße, es ist die Verlängerung der Schillerstraße im „Schriftstellerviertel“. Er führt auf einer Brücke durch den Waldsee. | Erdman-Graeser-Weg |
| Ernst-Lemmer-Ring (Lage)          | 0410                      | Ernst Lemmer (1898–1970), Politiker | 15. Nov. 1976       | Sie geht vom und zum Seibtweg im Bogen ab und umschließt die Schmückertstraße. Vorher wurde sie als Straße 648 des Bebauungsplans geführt. | Berlin-Zehlendorf Ernst-Lemmer-Ring · Ernst-Lemmer-Ring                                                                                                |
| Ersteiner Straße (Lage)           | 0320                      | Erstein, elsässische Stadt, Frankreich | 29. Jan. 1937       | Sie liegt zwischen Forbacher und Schlettstadter Straße. Die Straße, vorher Straße 127, wurde ab 1930 von der „Kommission zur Aufteilung der Domäne Dahlem“ angelegt und 1937/1938 erfolgte der Ausbau als Unternehmerstraße durch die Holländische Mühle Zehlendorf Grundstücksgesellschaft m.b.H. | Ersteiner Straße |
| Eschershauser Weg (Lage)          | 0340                      | Eschershausen, niedersächsische Kleinstadt nahe Holzminden | 21. Apr. 1932       | Vorher Straße 309 wurde sie zwischen 1929 und 1931 von der Sommerfeld AG angelegt und ausgebaut. Die Straße liegt zwischen Onkel-Tom-Straße und Ithweg. | Eschershauser Weg |
| Fercher Straße (Lage)             | 0250                      | Ferch, Gemeinde am Schwielowsee, Brandenburg | 6. Nov. 1962        | Die Straße liegt zwischen der Neuruppiner und Berlepschstraße. Vorher Straße 608 wurde sie Ende der 1930er Jahre von der Zehlendorf-Kleinmachnow AG angelegt. Die Straße liegt im Potsdamer Viertel, wo nach dem Mauerbau Straßen nach nahegelegenen Orten benannt wurden. | Fercher Straße |
| Fischer-Dieskau-Weg (Lage)        | 0270                      | Albert Fischer-Dieskau (1865–1937), Altphilologe, Begründer des Zehlendorfer Gymnasiums | 28. Aug. 1959       | Die Straße liegt zwischen Potsdamer und Königstraße, die vorher als Straße 22 des Bebauungsplans Ende der 1930er Jahre von den Eigentümern angelegt wurde. Die erste Benennung erfolgte am 28. August 1959, am 2. Dezember 1964 wurde die Straße entwidmet, erhielt jedoch später den Namen zurück. | Fischer-Dieskau-Weg |
| Fischerhüttenstraße (Lage)        | 2140                      | Um 1723 am Schlachtensee für Fischer erbaute Hütte, später als Lokal genutzt | 8. Apr. 1933        | Die Straße liegt zwischen Potsdamer Straße und Elvirasteig und geht im Forst in den Fischerhüttenweg über der um 1930 benannt wurde. Als Verlängerung des bestehenden Fischerhüttenweges wurde die um 1900 angelegte Alsenstraße 1933 mit einbezogen. | Fischerhüttenstraße · Fischerhüttenstraße 20 |
| Forbacher Straße (Lage)           | 0310                      | Forbach, lothringische Stadt im Département Moselle, Frankreich | 1. Aug. 1928        | Sie liegt zwischen Sundgauer Straße und Schützallee und wurde im Zug von Straße 79 und Straße 127a benannt. Die Straße wurde in zwei Bauabschnitten von den Eigentümern errichtet. Die rechtwinklige Verlängerung der Forbacher Straße zur Sundgauer Straße wurde am 29. Januar 1937 einbezogen. | Forbacher Straße |
| Forststraße (Lage)                | 0930                      | Verbindungsweg zum Waldsee in den Forst | 1892                | Sie liegt zwischen Potsdamer Straße und Argentinischer Allee und wurde 1891 bis 1893 von Anliegern und Eigentümern mit der Zehlendorf-West AG diesen Weg als befestigte Straße auf dem Anfang des 19. Jahrhunderts entstandenen Verbindungsweg von der Berlin-Potsdamer Chaussee zum Waldsee ausgebaut, nachdem dieser Waldweg unbebaut und nicht befestigt war. | Forststraße 27 |
| Fretzdorfer Weg (Lage)            | 0080                      | Fretzdorf, Gemeinde, heute im Landkreis Ostprignitz-Ruppin, Brandenburg | 6. Nov. 1962        | Die Straße geht von der Neuruppiner Straße ab und hieß vorher Straße 615. Im Zusammenhang mit dem Bau der Mauer im Jahre 1961 erfolgte 1962 in diesem „Potsdamer Viertel“ die Namensgebung nach Orten aus dem benachbarten Bezirk Potsdam. | Fretzdorfer Weg |
| Freyensteinweg (Lage)             | 0060                      | Freyenstein, jetzt Teil der Stadt Wittstock/Dosse, Brandenburg | 6. Nov. 1962        | Die Straße geht von der Neuruppiner Straße ab. Die Straße 618 des Bebauungsplans wurde 1962 im Zusammenhang mit dem Bau der Mauer im Jahre 1961 nach Orten aus dem benachbarten Bezirk Potsdam benannt. | Freyensteinweg |
| Fürstenstraße (Lage)              | 0610                      | Fürst, hoher Adelstitel | um 1903             | Sie liegt zwischen Sven-Hedin- und Potsdamer Straße. 1903 legte die Zehlendorf-West AG den Teil ur zur Beerenstraße an und baute ihn aus. 1911/1912 wurde ein zweiter Abschnitt bis zur Sven-Hedin-Straße ausgebaut. | Fürstenstraße |
| Gartenstraße (Lage)               | 0460                      | Gärten hinter den Grundstücken am Teltower Damm | vor 1878            | Sie liegt zwischen Teltower Damm am Bahnhof Zehlendorf und Berliner Straße. Auf einem Lageplan von 1819 liegt an dieser Stelle die östliche Grenze der Grundstücke des Dorfes. Die Straße wurde 1889 im Auftrage der Gemeinde gepflastert. 1900 wird sie zwischen Berliner und Hauptstraße über die Bogenstraße hinweg aufgeführt mit den Grundstücken 1–7 und sieben Baustellen, die der Hauptstraße 5–15 zugeordnet sind. | |
| Genshagener Straße (Lage)         | 0080                      | Genshagen, südlicher Nachbarort | 29. Mai 1968        | Die Straße geht von der Neuruppiner Straße nach Norden ab und hieß vorher kurzzeitig Straße 627. Zur Geschichte des Geländes bis 1963 siehe Gütergotzer Straße. | Genshagener Straße |
| Gerhardsdorfer Straße (Lage)      | 0080                      | Gerhardsdorf, ehemalige Ortschaft in der Wüsten Mark. Die Wüste Mark lag zum Zeitpunkt der Benennung als Zehlendorfer Exklave auf DDR-Gebiet außerhalb der Berliner Mauer. | 29. Mai 1968        | Die Straße geht von der Neuruppiner Straße nach Norden ab und hieß vorher kurzzeitig Straße 629. Die benachbarten Straßen sind ebenfalls nach südlich gelegenen Nachbarorten benannt, wobei die Wüste Mark als von Zehlendorf. Zur Geschichte des Geländes bis 1963 siehe Gütergotzer Straße. | Gerhardsdorfer Straße |
| Gertraudstraße (Lage)             | 0300                      | Gertraud, weiblicher Vorname | um 1897             | Sie liegt zwischen Machnower und Dallwitzstraße und wurde zwischen 1890 und 1893 vom Beamten-Wohnungsverein und Anliegern angelegt. | Gertraudstraße |
| Gimpelsteig (Lage)                | 0420                      | Gimpel, Singvogel, häufig als Käfigvogel gehalten | 31. Juli 1947       | Die Straße zwischen Machnower und Biesestraße wurde zwischen 1838 und 1840 als unbefestigter Verbindungsweg angelegt und ab 1893 durch den Verein zur Erziehung sittlich verwahrlosten Kinder ausgebaut und um 1896 als Dorotheenstraße benannt. Zwischen 1937 und 1947 trug sie den Namen Badurastraße. Hier befindet sich das HELIOS-Klinikum Emil von Behring. | Gimpelsteig Klinikum Emil v. Behring |
| Ginsterheide (Lage)               | 0030 (im Ortsteil)        | Ginsterheide, nahe gelegenes Forststück | 26. Feb. 1991       | Die Ginsterheide, vorher Straße 569, ist eine gepflasterte Straße und liegt zwischen den Häusern 145 und 147 der Neuruppiner Straße und der Stadtgrenze zu Kleinmachnow, sie verläuft zum größten Teil im Nachbarort und kreuzt dort die Wolfswerder Straße, auf deren Gebiet die Berliner Mauer bis 1990 die jenseitigen Grundstücke einengte. | Gimpelsteig |
| Glockenstraße (Lage)              | 0450                      | Glockengießerei von Gustav Collier in Nummer 2 und 3 | vor 1878            | Die Straße zwischen Beeren- und Sven-Hedin-Straße wurde in zwei Abschnitten durch die Zehlendorf-West AG angelegt. Bei einem Glockenguss für die Residenzstadt Berlin war am 3. Juli 1893 Kaiser Wilhelm II. in der Gießerei anwesend. | Glockenstraße |
| Goethestraße (Lage)               | 0590 (im Ortsteil)        | Johann Wolfgang von Goethe (1749–1832), Dichter, Naturforscher, Politiker | um 1900             | Die Straße beginnt an der Fischerhüttenstraße, kreuzt an der Limastraße die Ortsteilgrenze zu Schlachtensee und endet dort am Elvirasteig. Sie wurde um 1899 von den Anliegern und Eigentümern gemeinsam mit der Zehlendorf-West AG in zwei Bauabschnitten angelegt, zunächst erfolgte der Ausbau von der Fischerhüttenstraße zur Limastraße und dann zur Straße Am Schlachtensee. Sie liegt im „Schriftstellerviertel“. | Goethestraße |
| Grenzpfad (Lage)                  | 0230                      | Gemarkungsgrenze zwischen Schönow und Zehlendorf | um 1882             | Sie liegt zwischen Schrock- und Camphausenstraße. Die Straße wurde um 1856 vom Beamten-Wohnungsverein angelegt und um 1880 befestigt. | Grenzpfad |
| Grumbacher Weg (Lage)             | 0070                      | Grumbach, rheinland-pfälzischer Ort bei Kusel | 31. Juli 1947       | Die Straße 544 wurde 1937 in Fadingerweg benannt und erhielt 1947 den heutigen Namen. Er geht westlich vom Salemer Steig in einem Gebiet mit Straßennamen nach Pfälzer Orten ab. | Grumbacher Weg |
| Gütergotzer Straße (Lage)         | 0330                      | Gütergotz, südlicher Nachbarort, heute Güterfelde. Die Kirche in Zehlendorf war eine Filialkirche des Kirchensprengels Gütergotz. | 1. Juni 1966        | Auf dem Teil einer Fläche, die erst mit der Auflösung des Rittergutes Düppel 1928 zu Berlin gekommen war, wurde eine Kleingartenanlage angelegt, die südlich bis zur Stadtgrenze reichte und sich bis 1963 halten konnte. Danach entstand dort im Norden zwischen Ludwigsfelder und Berlepschstraße die Gütergotzer Straße, zunächst (um 1965) als Straße 626, im Süden entstanden kurz darauf drei kleinere Straßen und eine Grundschule. | Gütergotzer Straße |
| Gustav-Krone-Straße (Lage)        | 0100 + 100                | Gustav Krone (1895–1971), Gründer der KRONE AG | 10. Mai 1997        | Die Straße geht nach Norden vom Beeskowdamm ab und liegt als Industriestraße parallel dazu. Hier befand sich einst die KRONE AG. | Gustav-Krone-Straße |
| Gutzmannstraße (Lage)             | 0380                      | Hermann Gutzmann (1865–1922 in Berlin), Mediziner und Begründer der Phoniatrie | 13. Mai 1929        | Die Straße liegt zwischen Leo-Baeck- und Machnower Straße und wurde Anfang der 1920er Jahre von der Zehlendorf-Kleinmachnow AG angelegt auf dem Zuge der Straße 57 und Straße 59. 1930 ist sie noch unbebaut. | Gutzmannstraße |
| Hamerlingweg (Lage)               | 0340                      | Robert Hamerling (1830–1889), österreichischer Dichter und Schriftsteller | 20. März 1929       | Die Straße 22 des Bebauungsplans wurde um 1920 angelegt und besaß 1930 fünf bebaute Grundstücke, acht Baustellen und zwei Grundstücke mit Sommerhäuschen. Sie liegt zwischen Jänickestraße und Dahlemer Weg | Hamerlingweg |
| Hammerstraße (Lage)               | 0820                      | Friedrich Hammer (1855–1912), Gemeindevertreter in Zehlendorf und Mitglied des Preußischen Abgeordnetenhauses für Potsdam | 1926                | Vorher Straße 26 des Bebauungsplans wurde vor 1920 von Anliegern und Eigentümern in zwei Bauabschnitten angelegt. Sie liegt zwischen Hochbaumstraße und Hamerlingweg. | Hammerstraße |
| Hampsteadstraße (Lage)            | 1240                      | Hampstead, Stadtteil von London und Partnerstadt von Zehlendorf | 22. Okt. 1963       | Die Straße liegt zwischen Sundgauer Straße und Teltower Damm, der Abschnitt entlang der Bahnlinie führt zum Teltower Damm geht aber vom Wendehammer nur als Fuß- und Radweg weiter. 1933 wurde in Zehlendorf die Bahnhofstraße und die Lichterfelder Straße sowie die Zehlendorfer Straße in Steglitz in Finckensteinallee umbenannt. 1963 erfolgte in Zehlendorf die Umbenennung nach der Partnerstadt, auf Steglitzer Gebiet blieb der Name Finckensteinallee erhalten. | Hampsteadstraße |
| Hans-Böhm-Zeile (Lage)            | 0410                      | Hans Adolf August Hugo Böhm (1899–1962), Theologe in Zehlendorf, Widerstandskämpfer gegen das NS-Regime | 1. Juni 1966        | Die Hans-Böhm-Zeile liegt zwischen Nieritzweg und Walterhöferstraße, zu der die Durchfahrt gesperrt ist. Sie war vor 1966 über den Nieritzweg hinweg Teil der (noch bestehenden, jedoch seitdem namentlich stark verkürzten) Andréezeile. | Hans-Böhm-Zeile |
| Hartmannsweilerweg (Lage)         | 0760                      | Hartmannsweiler, Ort im Oberelsass, Frankreich | 10. Okt. 1936       | Die Straße liegt zwischen Fischerhütten- und Wilskistraße. Im Ersten Weltkrieg war der Hartmannsweilerkopf mit Beginn des Stellungskrieges hart umkämpft. | Hartmannsweilerweg |
| Hegauer Weg (Lage)                | 0540                      | Hegau, Landschaft nordwestlich des Bodensees | 28. Sep. 1935       | Die Straße liegt zwischen Singener und Radolfzeller Weg, über den sie bis an die Bahnlinie weiterführt. Nach Bebauungsplan Straße 525 wurde sie 1898 vom Bahngelände bis zur Idsteiner Straße 1935 in Hegauer Straße benannt, der 1919 in der Verlängerung als Straße 635 im zweiten Bauabschnitten von der Sommerfeld-Gesellschaft und den Eigentümern angelegte Teil wurde später auch einbezogen. Am östlichen Ende befindet sich ein BSR-Recyclinghof. | Hegauer Weg · Hegauer Weg Recyclinghof |
| Heimat (Lage)                     | 0730                      | Gemeinnützige Bau- und Siedlungs AG Heimat, die hier baute | 7. Jan. 1928        | Die dreiteiligeStraße liegt zwischen Nieritzweg und Leo-Baeck-Straße, im südlichen Abschnitt führt ein Teil als Sackgasse weiter. Ab 1913 wurde das Gelände zwischen dem Teltower Damm und der Leuchtenburgstraße als Siedlungsgebiet durch die Zehlendorf-Kleinmachnow AG ausgebaut. Ab Anfang der 1920er Jahre wurden Straßen angelegt. Die Straße 206 war 1928 der Teil bis zur Laehrstraße und Straße 207a führte weiter zum Nieritzweg. Am 15. März 1939 wurden diese Nummernstraßen in „Heimat“ benannt. Im Abschnitt zwischen Nieritzweg und Laehrstraße gibt es eine abgehende Sackgasse, von den Einheimischen „kleine Heimat“ genannt. | Heimat |
| Heppenheimer Weg (Lage)           | 0320                      | Heppenheim, hessische Stadt am Odenwald | 31. Juli 1947       | Die Straße im „Hessischen Viertel“ liegt zwischen Ottmachauer und Salemer Steig. 1938 wurde sie als Dienstweg benannt. | Heppenheimer Weg |
| Herbergerweg (Lage)               | 0190                      | Christoph Herberger (17. Jahrhundert) war Kurfürstlicher Amtsschreiber im Amt Mühlenhof und gab 1665 die Dorfordnung Zehlendorfs heraus | 20. Juli 1965       | ist eine seitliche Sackgasse von der Mühlenstraße abgehend, mit der Benennung wurde er aus dieser ausgegliedert. | Herbergerweg |
| Hermannstraße (Lage)              | 0490                      | Hermann, der Cherusker (17/16 v. Chr.–21 n. Chr.), Stammesführer und Sieger in der Varusschlacht | um 1892             | Die Straße liegt zwischen Fischerhüttenstraße und Forst, sie geht über den Quermatenweg als Sackgasse. | Hermannstraße |
| Hertastraße (Lage)                | 0190                      | Herta, von Tacitus benannte germanische Göttin, Mutter der Erde | 1906                | Die Straße wurde 1905/1906 von der Zehlendorf-Grunewald AG angelegt und liegt zwischen Schützallee und Katharinenstraße. | Hertastraße |
| Hilssteig (Lage)                  | 0260                      | Hils, Mittelgebirgszug des Niedersächsischen Berglands | 13. Juli 1934       | Zwischen Eschershauser und Quermatenweg gelegen, war es vor der Benennung Privatstraße 2 der Gemeinnützigen AG für Angestellten-Heimstätten, die im Gebirgsviertel angelegt wurde. | Hilssteig |
| Himmelsteig (Lage)                | 0190                      | Himmelsteig, übertragen für höchste Ehre | 3. Nov. 1938        | Die Anliegerstraße von Ottmachauer Steig bis Im Kinderland (Sackgasse) hieß vor der Benennung Straße 538 und wurde Anfang der 1930er Jahre von der Zehlendorf-West AG angelegt. Der Name wurde mit 15 weiteren aus den Vorschlägen ausgesucht, die die SS-Zeitung „Das Schwarze Korps“ auf ihren Aufruf im August 1938 erhalten hatte. 1947 wurde allerdings keine Umbenennung wie in anderen Fällen für nötig gehalten. | Himmelsteig |
| Hirschhorner Weg (Lage)           | 0370                      | Hirschhorn, südhessische Kurstadt, Bergstraße | 31. Juli 1947       | Die Straße zwischen Quermatenweg und Wasserkäfersteig wurde 1938 als Staffelweg (dazu Staffel) benannt und wegen des thematischen Bezugs 1947 umbenannt. Wegen der umliegenden Straßennamen gehört sie somit zum „Hessischen Viertel“. | Hirschhorner Weg |
| Hochbaumstraße (Lage)             | 0320 im Ortsteil          | Karl Louis Eduard Hochbaum (1848–1916), Apotheker, Gemeindevertreter in Zehlendorf | 20. März 1929       | Die Straße liegt im Ortsteil mit den Grundstücken 65–85 (ungerade) und 68–84 (gerade) zwischen Mühlenstraße und Dahlemer Weg und setzt sich nach Lichterfelde fort. Die Ausfahrt am Dahlemer Weg ist unterbrochen. Den Namen über die Bezirksgrenze hinweg erhielten 1929 die Straße 87 und Straße 143 in Zehlendorf sowie der 1924 Altdorfer Straße benannte Abschnitt in Steglitz. | Hochbaumstraße |
| Hochsitzweg (Lage)                | 0470                      | Hochsitz, weidmännischer Begriff der Stellung zur Jagd und zur Beobachtung des Wildes | 4. Aug. 1930        | Die Straße im Jägerviertel zwischen Steward- und Riemeisterstraße, vorher Straße 318 wurde Anfang der 1920er Jahre von der Sommerfeld AG angelegt. | Hochsitzweg |
| Hochwildpfad (Lage)               | 0170                      | Hochwild, waidmännisch für das zur „hohen Jagd“ gehörende Wild | 4. Aug. 1930        | Vor der Benennung Straße B wurde Anfang der 1920er Jahre von der Sommerfeld AG angelegt und liegt im sogenannten „Jägerviertel“ zwischen Hochsitzweg und Am Hegewinkel. | Hochwildpfad |
| Hocksteinweg (Lage)               | 0260                      | Hockstein, ehemalige Burg im Elsass, Frankreich | 21. Mai 1941        | Die Straße zwischen Breitenstein- und Ramsteinweg wurde Mitte der 1930er Jahre als Straße 557 der Zehlendorf-Kleinmachnow AG angelegt. Benannt wurde sie 1941 nach der Besetzung Frankreichs und der erneuten Annexion von Elsaß und Lothringen. | Hocksteinweg |
| Hoffbauerpfad (Lage)              | 0510                      | Karl Gustav Hoffbauer (1796–1878), ab 1842 Pfarrer in Alt-Zehlendorf | 20. März 1929       | Die Straße zwischen Urban- und Sachtlebenstraße wurde ab 1925 in zwei Abschnitten von der Zehlendorf-Kleinmachnow AG angelegt im Zuge von Straße 53, Straße 61 und Straße 80. | Hoffbauerpfad |
| Hohentwielsteig (Lage)            | 0700                      | Hohentwiel, Berg im Hegau in der Nähe des Bodensees, Hausberg Singens | 4. Aug. 1977        | Die Straße zwischen Hegauer Weg und Potsdamer Chaussee, vor der Benennung Straße 636 wurde Anfang der 1920er Jahre von den Anliegern und Eigentümern angelegt. Am 2. September 1994 wurde die Straße 661 zwischen Potsdamer Chaussee und Königsweg einbezogen. | Hohentwielsteig · Hohentwielsteig |
| Hohenzollernstraße (Lage)         | 0470                      | Hohenzollern, Herrschergeschlecht, insbesondere die Kaiserfamilie | um 1892             | Die Straße wurde um 1891/1892 von den Anliegern und Eigentümern angelegt und liegt zwischen Martin-Buber- und Düppelstraße. | Hohenzollernstraße |
| Holstweg (Lage)                   | 0340                      | Axel Holst (1896–1935), schwedischer Sportreiter, wurde bei einem Reitturnier in Berlin von seinem Pferd erdrückt und verstarb daran | 11. Mai 1938        | Die Straße wurde Anfang der 1920er Jahre von den Eigentümern als Straße 540 angelegt. Sie liegt zwischen Oertzen- und Königsweg. | Holstweg |
| Holzungsweg (Lage)                | 0480 (im Ortsteil)        | Holzung, forstwirtschaftlicher Transportweg | 4. Aug. 1930        | Der Holzungsweg bildet die Grenze zum Ortsteil Dahlem wohin die Straße gehört. Die ungerade nummerierten Grundstücke 1–67 auf der Westseite liegen im Ortsteil. Der gepflasterte Weg mit beidseits begrasten Fußsteigen und Baumbewuchs liegt zwischen der Dachsheide im Grunewald und der Argentinischen Allee, dabei ab Hochsitzweg nur als Fuß- und Radweg. Nach Norden setzt sich ein Waldweg fort an dem die Ortsteilgrenze weiterläuft. Vorher Straße 321 wurde er Ende der 1920er Jahre von der Sommerfeld AG im „Jägerviertel“ angelegt. | Holzungsweg |
| Idsteiner Straße (Lage)           | 0500                      | Idstein, hessische Stadt im Taunus nördlich von Wiesbaden | 28. Sep. 1935       | Sie liegt zwischen Königsweg und Ludwigsfelder Straße, wobei sie zwischen Berlepsch- und Ludwigsfelder Straße als Fuß- und Radweg ausgewiesen ist und vom Hegauer zum Königsweg als Sackgasse. Bereits 1893 existierte sie in ganzer Länge als unbebauter Weg entlang der Grenze des Dorfes Zehlendorf. 1934 wurde sie als Straße 511a angelegt. | Idsteiner Straße |
| Im Gestell (Lage)                 | 0290                      | Gestell, Schneise zur Abtrennung der Forste (Jagen) | 27. Sep. 1927       | Im Verlauf der Straße 325 und Straße 325a des Bebauungsplans wurde die Straße ab Januar 1927 durch die Sommerfeld AG in mehreren Bauabschnitten angelegt. Sie liegt zwischen Auerhahnbalz und Onkel-Tom-Straße | Im Gestell |
| Im Kieferngrund (Lage)            | 0180                      | Kiefernwäldchen, (hier wohl) tiefer als die Umgebung liegend | um 1925             | Die Straße, die als Sackgasse westlich von der Onkel-Tom-Straße abgeht, wurde um 1925 von der Sommerfeld AG als Privatstraße angelegt. | Im Kieferngrund |
| Im Kinderland (Lage)              | 0140                      | gewollter Kinderreichtum | 5. Nov. 1938        | Die Straße 534 wurde Mitte der 1920er Jahre von der Zehlendorf-West AG und den Eigentümern angelegt. Sie geht vom Himmelsteig als Sackgasse ab und verlängert diesen teilweise. Der Straßenname geht mit 15 weiteren auf den Aufruf der SS-Zeitung „Das Schwarze Korps“ vom August 1938 zurück, passende Vorschläge für die Straßen der SS-Kameradschaftssiedlung in Zehlendorf einzusenden. 13 weniger ideologieneutrale Bezeichnungen wurden umbenannt und am 31. Juli 1947 im Verordnungsblatt für Groß-Berlin bekanntgegeben. | Im Kinderland |
| Im Mühlenfelde (Lage)             | 0320                      | ehemalige Zehlendorfer Mühle | 30. Okt. 1926       | Sie liegt zwischen Mühlenstraße und Hampsteadstraße und wurde um 1897 als Verbindung zwischen der Mühle und Zehlendorf angelegt. | Im Mühlenfelde |
| Im Schönower Park (Lage)          | 0200                      | Lage nördlich vom Schönower Park | 24. Okt. 1922       | Vorher Straße 46 des Bebauungsplans wurde sie als Privatstraße von Anliegern und Eigentümern angelegt. Sie liegt westlich von der Prinz-Handjery-Straße als Sackgasse. Zum Zeitpunkt der Benennung führte die neu angelegte Straße von der Prinz-Handjery-Straße zur Teltower Straße (heute: Teltower Damm). Der Schönower Park entstand aus dem nördlichen Teil des Heinrich-Laehr-Parks, einer um 1906 geschaffenen Anlage um das Nervensanatorium Schweizerhof. | Lebensgroße Skulpturen (Schwermütige) von Gottlieb Elster auf dem Grabmonument im Laehrschen Privatfriedhof im Schönower Park                          |
| Irmgardstraße (Lage)              | 0680                      | Irmgard, weiblicher Vorname | um 1912             | Sie liegt zwischen Sophie-Charlotte- und Waltraudstraße. Die Straße wurde zwischen 1911 und 1912 von der Zehlendorf-Grunewald AG angelegt. Von der Sophie-Charlottenstraße her befanden sich linksseitig Grundstücke des Beamtenbauvereins. | Irmgardstraße |
| Isenheimer Weg (Lage)             | 0100                      | Isenheim, elsässische Gemeinde, heute Gemeindeverband Région de Guebwiller, Frankreich | 11. Mai 1938        | Die Straße geht von der Schützallee ab und wurde, vorher Straße 123 des Bebauungsplans, Ende der 1930er Jahre von den Anliegern und Eigentümern angelegt. | Isenheimer Weg |
| Ithweg (Lage)                     | 0290                      | Ith, Gebirgsrücken im nördlichen Weserbergland, Niedersachsen | 31. Juli 1934       | Die Straße liegt zwischen Eschershauser und Quermatenweg, auch „Berglandviertel“ genannt. Sie wurde 1934/1935 von der Sommerfeld AG als Unternehmerstraße im Zuge der Straße 315 ausgebaut. | Ithweg |
| Jaehnstraße (Lage)                | 0190                      | Max Jaehn, ab 1905 Direktor der Terrain-Gesellschaft Zehlendorf-West AG, ab 1906 Gemeindevertreter in Zehlendorf | 18. Feb. 1927       | Die Straße zwischen Sven-Hedin- und Karl-Hofer-Straße wurde als Straße A von den Eigentümern und der Zehlendorfer-West AG ab 1925 angelegt. Teilweise auch in der Schreibung Jähnstraße. | Jaehnstraße |
| Jägerstieg (Lage)                 | 0030 (im Ortsteil)        | Stiege der Jäger | 26. Feb. 1991       | Der Jägerstieg liegt zwischen den Häusern 205 und 207 (Zugang) der Neuruppiner Straße und der Stadtgrenze zu Kleinmachnow, sie verläuft zum größten Teil im Nachbarort und kreuzt dort die Wolfswerder Straße auf deren Gebiet die Berliner Mauer bis 1990 die jenseitigen Grundstücke einengte. Der Jägerstieg in Kleinmachnow wurde Anfang der 1930er Jahre angelegt und später über die Ortsgrenze hinaus bis zur Bahnlinie in Zehlendorf verlängert. Nach dem Bau der Mauer wurde dieser Abschnitt in Zehlendorf zur Straße 620, der Einspruch gegen diese Benennung wurde zurückgenommen und die Benennung rechtskräftig. | Jägerstieg |
| Jänickestraße (Lage)              | 0970                      | August Jänicke (1841–1912), Maurermeister (Beucke-Schule, Pauluskirche), von 1894 bis 1912 Gemeindevertreter in Zehlendorf | 30. Okt. 1926       | Die Straße liegt zwischen Hampsteadstraße und Dahlemer Weg, vorher Straße 19 des Bebauungsplans. Um 1899 beginnend wurde sie in mehreren Abschnitten durch Eigentümer und Anlieger angelegt und ab 1921 wurde sie durch die Gemeinde ausgebaut und befestigt. 1930 liegen teilweise noch Baustellen an der Straße zwischen Lichterfelder Straße über Seehofstraße, Schweizerhof, Waldmüllerstraße bis Straße 12a und gefolgt von der Verlängerten Jänickestraße zum Dahlemer Weg. | Jänickestraße |
| Johannesstraße (Lage)             | 0360                      | Johannes der Täufer | um 1892             | Ursprünglich Johannisstraße liegt sie zwischen Gimpelsteig und Leo-Baeck-Straße. | Johannesstraße |
| Jugenheimer Weg (Lage)            | 0310                      | Jugenheim, hessische Gemeinde (heute ein Ortsteil) bei Darmstadt | 31. Juli 1947       | Die Straße zwischen Ottmachauer und Salemer Steig gehört zum Hessischen Viertel und wurde 1938 Ahnenzeile benannt. | Jugenheimer Weg |
| Juttastraße (Lage)                | 0200                      | Jutta, weiblicher Vorname | vor 1914            | Die Straße zwischen Biesalski- und Waltraudstraße wurde um 1900 von den Eigentümern angelegt und 1912 von der Zehlendorf-Grunewald AG ausgebaut. Im Adressbuch Berlins von 1914 ist sie als Querstraße der Elfriedenstraße noch unbebaut genannt, 1930 sind die Grundstücke 1–19 (ungerade) und 2–18 (gerade) bebaut, 13 und 17 existieren nicht und Nr. 1 gehört zur Irmgardstraße 20. | Juttastraße |
| Karl-Hofer-Straße (Lage)          | 0780                      | Karl Hofer (1878–1955), Maler, 1947 Präsident der Akademie der Künste | 1. Aug. 1969        | Sie liegt zwischen Fischerhütten- und Roonstraße. Der erste Teil der Straße wurde 1889 zwischen der Fischerhütten- und Jaehnstraße von den Abrahamschen Erben angelegt und trug bis 1969 den Namen Flensburger Straße. Der weitere Ausbau erfolgte ab 1901 gemeinsam mit der Zehlendorf-West AG. | Karl-Hofer-Straße |
| Karl-Schmidt-Rottluff-Weg (Lage)  | 0280                      | Karl Schmidt-Rottluff (1884–1976), Maler, Grafiker und Plastiker | 8. Okt. 1984        | Die Straße liegt zwischen Schützallee und Berliner Straße und wurde Anfang der 1950er Jahre von den Eigentümern angelegt, bis 1984 eine Privatstraße, die Benennung erfolgte auf Beschluss der Bezirksverordnetenversammlung vom 21. August 1984 (Wunsch des Senats). | Karl-Schmidt-Rottluff-Weg |
| Karolinenstraße (Lage)            | 0170                      | Marie Elisabeth Karoline Viktoria (1815–1885), Prinzessin von Hessen-Darmstadt | um 1893             | Die Straße wurde um 1893 vom Verein zur Erziehung sittlich verwahrloster Kinder angelegt. Sie liegt zwischen Schrock- und Camphausenstraße. | Karolinenstraße |
| Katharinenstraße (Lage)           | 0620                      | Katharina, weiblicher Vorname | nach 1905           | Die Straße zwischen Milinowskistraße und Clayallee wurde 1905 von der Zehlendorf-Grunewald AG angelegt. | Katharinenstraße |
| Kilstetter Straße (Lage)          | 0600                      | Kilstett, elsässische Gemeinde in der Rheinebene, Frankreich | 21. Mai 1941        | Die Straße im Elsässer Viertel von und zur Hampsteadstraße hieß vorher Straße 553. Die Benennung der Straße erfolgte 1941, nach der Besetzung Frankreichs durch Hitlerdeutschland und der erneuten Annexion von Elsaß und Lothringen. Sie wurde in zwei Bauabschnitten um 1915 und 1920 von den Eigentümern und der Gemeinde errichtet und befestigt. | Kilstetter Straße |
| Kirchstraße (Lage)                | 0160                      | Lage unmittelbar vor der Zehlendorfer Pauluskirche | um 1903             | Die Straße zwischen Teltower Damm und Martin-Buber-Straße wurde um 1885 von den Anliegern als Fuß- und Verbindungsweg angelegt und beim Bau von Wohnhäusern um 1891 auf Kosten der Gemeinde ausgebaut und befestigt. Im Pfarrhaus neben der Pauluskirche konstituierte sich unmittelbar nach dem Ende des Zweiten Weltkriegs aus Anhängern der vom NS-Regime verfolgten Bekennenden Kirche eine provisorische neue Kirchenleitung der Evangelischen Kirche für Berlin und Brandenburg unter Vorsitz von bischof Otto Dibelius. | Kirchstraße – Pauluskirche · Rathaus Zehlendorf |
| Kleinaustraße Lage                | 0570                      | Konrad Wilhelm Julius Robert Kleinau (1846–1921), Architekt, Baumeister | 13. Juli 1934       | Die vor 1905 angelegten Paulstraße und Klarastraße wurden 1934 umbenannt. Die Straße liegt zwischen Berliner und Mörchinger Straße. | Kleinaustraße |
| Kleinmachnower Weg (Lage)         | 1080                      | Kleinmachnow, südwestlich gelegene Nachbargemeinde | um 1920             | Die Straße westwärts vom Teltower Damm in Verlängerung des Beeskowdamms abgehend zur Stadtgrenze wurde 1919/1920 als Fußweg angelegt und Mitte der 1950er Jahre befestigt. Sie verläuft zwischen Kleingartenanlagen und der Schönower Friedhof liegt an. | Kleinmachnower Weg |
| Kleiststraße (Lage)               | 0500                      | Heinrich von Kleist (1777–1811), Dramatiker, Erzähler, Lyriker und Publizist | 1900                | Die Straße im Schriftstellerviertel zwischen Lima- und Fischerhüttenstraße wurde zwischen 1897 und 1900 von der Zehlendorf-West AG angelegt. | Kleiststraße |
| Klistostraße (Lage)               | 0550                      | Vincentius Klistow (verstorben um 1574), Theologe im Zehlendorfer Kirchbereich | 20. März 1929       | Die Straße 54 und Straße 81 wurden zwischen 1910 und 1913 von der Zehlendorf-Kleinmachnow AG angelegt und 1921 befestigt, die 1929 benannte Straße liegt zwischen Gutzmannstraße und Nieritzweg. | Klistostraße |
| Klopstockstraße (Lage)            | 0440 (im Ortsteil)        | Friedrich Gottlieb Klopstock (1724–1803), Dichter | um 1900             | Die Straße beginnt am Schlickweg im Nachbarortsteil Schlachtensee, kreuzt an der Limastraße die Ortsteilgrenze und endet an der Fischerhüttenstraße. Sie liegt im „Schriftstellerviertel“ und wurde um 1899/1900 von der Zehlendorf-West AG und den Eigentümern angelegt. | Klopstockstraße Residenz Malta |
| Knesebeckstraße (Lage)            | 0450                      | Leo Wilhelm Robert Karl von dem Knesebeck (1808–1883), Rittergutsbesitzer und Landrat von Teltow | um 1900             | Die Straße wurde zwischen 1894 und 1897 zwischen Prinz-Handjery- und Stubenrauchstraße angelegt. Vor 1925 wurde sie zumindest in der Planung bis Mühlenstraße verlängert, zunächst noch unbebaut unter den Plannamen Straße 14 und Straße 81. Die Verlängerung erhielt um 1929 ebenfalls den Namen Knesebeckstraße. | Knesebeckstraße |
| Königstraße (Lage)                | 0860                      | König, hier Bezug zu König von Preußen | vor 1878            | Die Straße liegt zwischen Martin-Buber- und Anhaltinerstraße. Es ist die befestigte Fortsetzung des von Wannsee und Nikolassee durch den Grunewald führenden Königswegs. | Königstraße |
| Königsweg (Lage)                  | 1050 (im Ortsteil)        | König, hier der Weg des preußischen Königs | nach 1730           | Der Königsweg liegt mit den Grundstücken 1–69 (ungerade) und 4–82 (gerade) zwischen der Clauertstraße (Ortsteilgrenze) und der Bahnbrücke im Ortsteil, östlich der Bahnbrücke setzt sich im Zehlendorfer Zentrum als Königstraße fort. Westwärts setzt sich der Weg in Nikolassee und danach in Wannsee fort. | Königsweg |
| Kösterstraße (Lage)               | 0240                      | Hugo Köster (1859–1943), erster besoldeter Gemeindevorsteher für Zehlendorf, 1920 bis 1924 erster Bezirksbürgermeister | 26. Apr. 1960       | Die Straße zwischen Berlepschstraße und Seibtweg wurde 1905 als Miquelstraße angelegt von den Eigentümern und Anliegern und um 1906 ausgebaut und befestigt. | Kösterstraße |
| Kramstaweg (Lage)                 | 0370                      | Hans Emil Gottlob von Kramsta (1850–1913), Militär und Rennreiter, verstarb bei einem Militärunfall | 11. Mai 1938        | Die Straße liegt zwischen Oertzen- und Ravenweg. Sie wurde Anfang der 1930er Jahre als Fußweg, Straße 542 des Bebauungsplans den Eigentümern angelegt und um 1935 als Straße befestigt. | Kramstaweg |
| Kunzendorfstraße (Lage)           | 0320                      | Paul J. C. Kunzendorf (1853–1923), Schriftsteller, Journalist, von 1900 bis 1906 Gemeindevertreter, Ortschronist | 16. Jan. 1925       | Zwischen Teltower Damm und Biesestraße gelegen, vorher Straße 20, wurde sie vom Beamten-Wohnungsverein angelegt, 1914/1915 ausgebaut und durch die Eigentümer befestigt. | Kunzendorfstraße |
| Kyritzer Weg (Lage)               | 0070                      | Kyritz, Stadt bei Neuruppin, Brandenburg | 6. Nov. 1962        | Die vorherige Straße 614 geht von der Neuruppiner Straße ab, sie wurde Anfang der 1930er Jahre von der Zehlendorf-Kleinmachnow AG angelegt. Als die hier umliegenden Straßen benannt wurden erfolgte kurze Zeit nach dem Bau der Mauer im Jahr 1961 die Namensgebung nach Orten in der DDR aus dem benachbarten Bezirk Potsdam. | Kyritzer Weg |
| Ladenstraße (Lage)                | 0180                      | Läden am U-Bahnhof | 1930                | Die Straße an der Onkel-Tom-Straße liegt beidseits am U-Bahnhof Onkel Toms Hütte, der 1929 mit der Verlängerung der U-Bahn-Strecke vom Thielplatz errichtet wurde, zunächst war die Straße eine Privatstraße im BVG-Gelände, mit dem Bau der anliegenden Geschäfte wurde sie öffentlich. | Ladenstraße im U-Bahnhof · U-Bahnhof Onkel Toms Hütte Ladenstraße                                                                                      |
| Ladiusstraße (Lage)               | 0320                      | Johann Andreas Ladius (verstorben 1763), 1711 bis 1738 Pfarrer in Gütergotz (Zehlendorfer Kirchsprengel) | 31. Aug. 1937       | Die Straße liegt zwischen Vesterzeile und Breitensteinweg, vorher Straße 78 des Bebauungsplan. | Ladiusstraße |
| Laehr'scher Jagdweg (Lage)        | 0540                      | Heinrich Laehr (1820–1905), Mediziner in der Nervenheilanstalt Schweizerhof | 4. Aug. 1930        | Die Straße liegt zwischen Am Birkenknick und Am Rehwechsel (hier als Sackgasse weiter). Vorher als Straße 583 wurde sie um 1928 von der gemeinnützigen Bau- und Siedlungs AG „Heimat“ angelegt. Am 21. Mai 1941 wurde ein kurzer Abschnitt des hier endenden Dahlemer Weges als südliche Verlängerung über die Straße Am Rehwechsel hinaus einbezogen. | Laehr'scher Jagdweg |
| Laehrstraße (Lage)                | 0480                      | Heinrich Laehr (1820–1905), Mediziner in der Nervenheilanstalt Schweizerhof | 18. Feb. 1927       | Die Straße liegt zwischen Leuchtenburgstraße und Türksteinweg (weiter als Sackgasse) wurde zwischen 1910 und 1913 von der Zehlendorf-Kleinmachnow AG als Straße 205 angelegt. | Laehrstraße |
| Leester Weg (Lage)                | 0070                      | Leest, Ort nordwestlich von Potsdam, heute Teil von Töplitz | 6. Nov. 1962        | Die Anfang der 1960er Jahre als Straße 616 angelegte Straße geht von der Neuruppiner Straße als Sackgasse ab. Wie die anderen am selben Tag in diesem Gebiet benannten Straßen erfolgte im Zusammenhang mit dem Bau der Mauer 1961 in diesem Wohngebiet im Südwestwinkel des Ortsteils 1962 die Namensgebung nach Orten aus dem benachbarten DDR-Bezirk Potsdam. | Leester Weg |
| Leo-Baeck-Straße (Lage)           | 0950                      | Leo Baeck (1873–1956), Rabbiner, Kämpfer gegen das NS-Regime | 8. Nov. 1961        | Die Straße zwischen Claszeile und Jänickestraße wurde vor 1878 als Teichstraße angelegt, wobei 1926 die Verlängerte Teichstraße einbezogen wurde. | Leo-Baeck-Straße |
| Leuchtenburgstraße (Lage)         | 0580                      | Leuchtenburg, Burg in Seitenroda, Thüringen | 13. Juli 1934       | Um 1896 als Parkstraße angelegt, verlief sie bei der Benennung entlang der Westseite des heutigen Schweizerhofparks. 1934 im Zuge der Vereinzelung gehäufter Namen von Groß-Berliner Straßennamen umbenannt liegt sie zwischen Leo-Baeck-Straße und Nieritzweg. | Leuchtenburgstraße |
| Limastraße (Lage)                 | 0740                      | Lima, Hauptstadt von Peru | 26. Jan. 1935       | Sie liegt zwischen Mexikoplatz und Elvirasteig im Schriftstellerviertel und bildet die Ortsteilgrenze zu Schlachtensee. Sie war zwischen 1899 und 1901 von der Zehlendorf-West AG und den Eigentümern als Lessingstraße angelegt worden. Die Umbenennung erfolgte, da es durch die Bildung von Groß-Berlin in mehreren Ortsteilen gleichnamige Straßen gab. | Limastraße |
| Lindenfelser Weg (Lage)           | 0220                      | Lindenfels, hessische Stadt an der Bergstraße | 31. Juli 1947       | Sie liegt zwischen Argentinische Allee und Quermatenweg im Hessischen Viertel. Vorher als Straße 504 von der Zehlendorf-West AG angelegt, erhielt sie 1938 den Namen Brautpfad im Ergebnis des Aufrufs der SS-Zeitung „Das Schwarze Korps“ im August 1938 passende Vorschläge für Straßennamen der SS-Kameradschaftssiedlung in Zehlendorf zu nennen. | Lindenfelser Weg |
| Lindenthaler Allee (Lage)         | 0360 (im Ortsteil)        | Lindenthal, Ort bei Leipzig (heute Ortsteil), Sachsen. | 31. Juli 1947       | Die Lindenthaler Allee liegt mit den Grundstücken 46–72 (gerade) zwischen Potsdamer Chaussee (Ortsteilgrenze zu Schlachtensee) und Clauertstraße (Ortsteilgrenze zu Nikolassee) in Zehlendorf. Die anfangs mit Linden bepflanzte Straße wurde zwischen 1892 und 1895 von der Zehlendorf-West AG als Lindenallee angelegt und wurde 1934 in Theodor-Fritsch-Allee umbenannt, einem Publizisten mit rassistisch begründetem Judenhass. Aufgrund dessen erhielt sie bei der antinazistischen Umbenennung 1947 ihren heutigen Namen. | Lindenthaler Allee · Lindenthaler Allee |
| Loebellstraße (Lage)              | 0220                      | Friedrich Wilhelm von Loebell (1855–1931), Politiker, preußischer Innenminister | 30. Jan. 1933       | Die Straße liegt zwischen Berlepschstraße und Seibtweg, vorher als Straße 2 um 1910 von den Anliegern und Eigentümern angelegt wurde sie Mitte der 1920er Jahre befestigt und ausgebaut. | Loebellstraße |
| Lucie-Strewe-Platz (Lage)         | 0100 × 100 × 50           | Lucie Strewe (1887–1981), rettete mehrere Berliner Juden vor der Verfolgung und Ermordung durch die Nationalsozialisten | 18. Mai 2018        | Der zuvor unbenannte dreieckige Platz an der Mündung von Busseallee auf die Fischerhüttenstraße wurde 2018 benannt. Er liegt etwa 50 Meter vor der Sven-Hedin-Straße (Sven-Hedin-Platz). Benannt wurde er nach Lucie Strewe. Sie wurde vom Berliner Senat am 18. April 1966 als „Unbesungene Heldin“ geehrt. und lebte zuletzt in der Fischerhüttenstraße 56a. | Lucie-Strewe-Platz |
| Ludwigsfelder Straße (Lage)       | 0830                      | Ludwigsfelde, Stadt südlich Berlins (Landkreis Teltow-Fläming) | 1. Juni 1966        | Südlich der Neuruppiner Straße am Grundstück 21 stößt die Ecke der Stadtgrenze an die Straße, die zwischen Berlepsch- und Machnower Straße liegt. Sie hat den Rang einer Hauptstraße. 1966 wurden der Abschnitt der Andréezeile zwischen Berlepschstr. und Machnower Str. in Ludwigsfelder Str. umbenannt. | Ludwigsfelder Straße Grundschule am Buschgraben |
| Lupsteiner Weg (Lage)             | 1120                      | Lupstein, Landgemeinde im Unterelsass, Frankreich | 29. Jan. 1957       | Die Straße zwischen Sachtlebenstraße und Andreezeile, vorher Straße 580 wurde Anfang der 1920er Jahre von der Zehlendorf-Kleinmachnow AG angelegt. Die Verlängerung der Straße wurde am 1. April 1963 einbezogen. | Lupsteiner Weg |
| Lutterbacher Straße (Lage)        | 0460                      | Lutterbach, Gemeinde im Elsass | 16. März 2015       | Die Wohnstraße (Privatweg) liegt zwischen Rudolf W. Kemper-Straße und Biesheimring in einem Neubaugebiet | Lutterbacher Straße |
| Machnower Straße (Lage)           | 1750                      | Straße nach Machnow, Ort im Landkreis Potsdam-Mittelmark, Bundesland Brandenburg | vor 1878            | Die Straße liegt zwischen Teltower Damm (südlich vom S-Bahnhof Zehlendorf) und der Stadtgrenze und geht als Zehlendorfer Damm ins Zentrum von Kleinmachnow. Um 1800 als Landstraße zwischen Kleinmachnow und Zehlendorf angelegt, wurde sie von 1899 bis 1901 durch die Zehlendorf-Kleinmachnow AG ausgebaut und befestigt. | Machnower Straße · Machnower Straße |
| Marga-Meusel-Platz (Lage)         | 0120 × 100                | Marga Meusel (1897–1953), Sozialfürsorgerin und Mitglied der Bekennenden Kirche | 30. Aug. 2011       | Der vorher namenlose Platz zwischen Karl-Hofer-Straße, Beerenstraße, Blumenthalstraße und Sven-Hedin-Straße erhielt am 30. August 2011 durch Vertreter des Bezirksamtes Steglitz-Zehlendorf von Berlin in einer Benennungsfeier seinen Namen. | Marga-Meusel-Platz |
| Markgrafenstraße (Lage)           | 0170                      | Herrscher der Markgrafschaft Brandenburg | vor 1892            | Die Straße liegt (bezugsreich) zwischen König- und Hohenzollernstraße. | Markgrafenstraße |
| Martin-Buber-Straße (Lage)        | 0560                      | Martin Buber (1878–1965), österreichisch-israelischer jüdischer Religionsphilosoph, Opfer des NS-Regimes | 13. Juni 1966       | Die Straße liegt zwischen Anhaltiner- und Potsdamer Straße, sie wurde um 1886 von der Gemeinde und den Eigentümern angelegt und trug bis 1966 den Namen Kaiserstraße. | Pauluskirche · Martin-Buber-Straße, Musikschule |
| Melker Straße (Lage)              | 0260                      | Melk, niederösterreichische Bezirkshauptstadt | 20. März 1929       | Die Straße liegt zwischen Jänickestraße und Dahlemer Weg und ist von erster her eine Sackgasse. Sie wurde 1920 von der Gemeinnützigen Bau- und Siedlungsgesellschaft „Heimat“ als Straße 21 angelegt. | Melker Straße |
| Menzer Weg (Lage)                 | 0100                      | Menz, Ort an der Strelitzer Seenplatte, heute Ortsteil von Stechlin, Brandenburg | 6. Nov. 1962        | Vorher Straße 611 des Bebauungsplans geht sie von der Berlepschstraße ab. Sie gehört zu den Straßen, die nach dem Mauerbau 1961 Namen von Orten im DDR-Bezirk Potsdam erhielten. | Menzer Weg |
| Mexikoplatz (Lage)                | 0140 × 80 halbkreisförmig | Mexiko, Staat und dessen Hauptstadt in Mittelamerika | 23. Sep. 1959       | Der zuvor namenlose Mexikoplatz bildet einen Halbkreis dessen Durchmesser an der Bahnlinie mit dem Bahnhofsgebäude liegt. Die Argentinische/Lindenthaler Allee kreuzt den Platz, von Osten mündet die Bülow- und die Beerenstraße, von Westen Am Schlachtensee und die Limastraße. Der hiesige S-Bahnhof hieß ursprünglich Zehlendorf Beerenstraße, ab 1911 Zehlendorf West und ab 1959 Lindenthaler Allee, lag zwischen 1980 und 1985 still und erhielt 1987 den Namen nach dem Platz. | Mexikoplatz · Mexikoplatz Bahnhofsgebäude |
| Michendorfer Straße (Lage)        | 0290                      | Michendorf, Gemeinde südlich von Potsdam | 6. Nov. 1962        | Die Straße zwischen Neuruppiner und Berlepschstraße wurde als Straße 607 des Bebauungsplans angelegt und erhielt nach dem Mauerbau 1961 wie umliegende Straßen einen Namen nach einem Ort im Bezirk Potsdam der DDR. | Michendorfer Straße |
| Milinowskistraße (Lage)           | 0630                      | Hermann Milinowski (verstorben nach 1910), Amtsvorsteher in Zehlendorf und ab April 1910 in der Landgemeinde Nikolassee | um 1907             | Die Straße wurde 1904/1905 von der Zehlendorf-Grunewald AG angelegt und liegt zwischen Pasewaldt- und Sophie-Charlotte-Straße. | Milinowskistraße |
| Mittelstraße (Lage)               | 0220                      | Lage in der Mitte zwischen den Parallelstraßen | vor 1878            | Die Straße liegt zwischen Potsdamer und Königstraße und parallel zu den gleichzeitig angelegten Düppel- und Neue Straße. | Mittelstraße |
| Mörchinger Straße (Lage)          | 1150 (im Ortsteil)        | Mörchingen, Stadt in Lothringen, Schlachtenort im Ersten Weltkrieg, Frankreich. | 9. Sep. 1931        | Im Ortsteil liegt der Teil der Mörchinger Straße zwischen der Kleinaustraße und dem Dahlemer Weg (Ortsteilgrenze), die Straße setzt sich ostwärts nach Lichterfelde fort und liegt hier vorrangig innerhalb der Bundesanstalt für Materialforschung und -prüfung (BAM). Vorher Straße 132 wurde am 15. März 1939 die Verlängerung, die Straße 415, einbezogen. | Mörchinger Straße |
| Mühlenstraße (Lage)               | 1400                      | Zehlendorfer Windmühle | vor 1878            | Die Straße liegt zwischen Teltower Damm (vormals Hauptstraße) und Dahlemer Weg, hier befand sich ein Hügel mit der Zehlendorfer Windmühle. Noch im Jahre 1957 befand sich der Mahlstein auf der dem Hügel gegenüberliegenden Straßenseite. Die Kreuzung mit der Prinz-Handjery-Straße liegt mit 48,2 Meter höher als die sonstige Straße mit 43 bis 44 Meter. | Mühlenstraße |
| Nentershäuser Platz Lage          | 0060 × 60 × 60 (Dreieck)  | Nentershausen, hessische Gemeinde im Landkreis Hersfeld-Rotenburg, Partnergemeinde von Steglitz (seit 1966) | 14. Aug. 2006       | Der Platz liegt entlang der Martin-Buber- und der einbiegenden Beuckestraße. Der auf anderen Karten so bezeichnete Dreiecksplatz an der Hohenzollernstraße mit der Schiller-Linde ist vor Ort nur als „Hohenzollerstraße“ beschildert. Als Grundstück ist nur der Nentershäuserplatz 1, Gottfried-Benn-Bibliothek, ausgewiesen. Auf Initiative der Bezirksverordnetenversammlung von Steglitz-Zehlendorf wurde am 7. November 2005 ein Benennungsantrag gestellt und der bis zum 22. September 2006 namenlose Platz an der Einmündung Beucke-/Martin-Buber-Straße wegen der bestehenden Partnerschaft umbenannt. | Nentershäuser Platz |
| Neue Straße (Lage)                | 0500                      | neu angelegte Straße | um 1889             | Angelegt wurde die Straße wurde um 1885 von den Kochannschen Erben, sie liegt zwischen der Potsdamer und Anhaltiner Straße, parallel zu den westlicher gelegenen Düppel- und Mittelstraße und der östlichen Ahornstraße ist aber die längste der Parallelstraßen. | Beucke-Schule · Direktorenwohnhaus Schadowschule |
| Neuruppiner Straße (Lage)         | 1280                      | Neuruppin, brandenburgische Stadt nördlich Berlins (Ostprignitz-Ruppin) | 6. Nov. 1962        | Die Straße liegt zwischen Berlepsch- und Ludwigsfelder Straße entlang der Stadtgrenze, die südlich hinter den Häusern der Straße verläuft. In der Zeit der Berliner Mauer befand sich diese von 1961 bis 1989 unmittelbar hinter den Grundstücken und verlief auf Kleinmachnower Seite durch die dortigen Grundstücke. Am Westende (Berlepschstraße) befindet sich noch der Wendering der West-Berliner Seite (jetzt ein Buswendeplatz), heute geht hier eine Fahrverbindung zur Karl-Marx-Allee (Kleinmachnow) / Bengschallee (Nikolassee) und dem Adam-Kuckhoff-Platz in Kleinmachnow auf dem zwischenzeitlichen Mauergelände, einem Parkplatzgelände. Die hier liegenden Straßen wurden ein Jahr nach dem Mauerbau nach Orten im hinter der Mauer an Zehlendorf angrenzenden DDR-Bezirk Potsdam benannt. | Neuruppiner Straße |
| Nienkemperstraße (Lage)           | 0770                      | Fritz Nienkemper (1847–1922), Publizist, 1894–1908 Gemeindevorsteher von Zehlendorf | 30. Okt. 1926       | Die Straße liegt zwischen Hochbaum- und Waldmüllerstraße. Es war vorher Straße 25 im selbstständigen Schönow. | Nienkemperstraße |
| Nieritzweg (Lage)                 | 0980                      | Karl Gustav Nieritz (1795–1876), Volks- und Jugendschriftsteller | 13. Juli 1934       | Die Straße liegt zwischen Teltower Damm und Sachtlebenstraße. Zuerst wurde von den Anliegern ein Fuß- und Feldweg angelegt. Die Straße erhielt vor 1878 den Namen Buschstraße. Auf Beschluss der Gemeinde wurde dem Antrag der Bewohner von Schönow zur Befestigung des Weges zugestimmt. Die Arbeiten begannen 1901. | Nieritzweg |
| Oertzenweg (Lage)                 | 0590                      | Ulrich von Oertzen (1840–1923), Landrat und Mitglied des Deutschen Reichstags, Persönlichkeit im Galopprennsport und der Vollblutzucht | 11. Mai 1938        | Vor der Benennung Straße 539 genannt, liegt sie zwischen Lindenthaler Allee und Wolzogenstraße und geht von letzterer am „Alten Gutshof Düppel“ als Sackgasse weiter. | Oertzenweg |
| Onkel-Tom-Straße (Lage)           | 3720 (im Ortsteil)        | Onkel-Toms-Hütte, ein Ausflugslokal an dieser Straße, erbaut 1885, abgerissen 1979, benannt nach dem Roman Onkel Toms Hütte von 1853. | 8. Apr. 1933        | Die Onkel-Tom-Straße liegt zwischen Hüttenweg (mit der Grunewalder Verlängerung in die Koenigsallee) und der Potsdamer Straße. Auf dem nördlichen Abschnitt durch den Grunewald zwischen Hüttenweg und der Brücke über den Fenngraben liegt die Ortsteilgrenze am östlichen Straßenrand. An der Kreuzung mit der Argentinischen Straße ist sie namensgebend für den U-Bahnhof Onkel Toms Hütte und die Onkel-Tom-Siedlung. Die Straße bestand als Verbindungsweg durch den Grunewald nach Spandau schon lange, wurde vor 1878 bereits ausgebaut und hieß damals Spandauer Straße. | Ladenstraße · Onkel-Tom-Straße |
| Ottmachauer Steig (Lage)          | 0620                      | Ottmachau, oberschlesische Stadt bei Oppeln, Polen | 31. Juli 1947       | Die Straße zwischen Quermatenweg und Starkenburger Straße wurde zwischen 1915 und 1920 von der Zehlendorf-West AG als Straße 537 des Bebauungsplans angelegt. Zwischen 1938 und 1947 war die Straße nach dem österreichischen Nationalsozialisten Franz Holzweber benannt. | Ottmachauer Steig |
| Pasewaldtstraße (Lage)            | 0200                      | Eduard Julius Pasewaldt (1827–1891), Gutsbesitzer, Kommunalpolitiker | um 1896             | Die Straße liegt zwischen Onkel-Tom-Straße bis Scharfestraße. Sie wurde 1891 von der Zehlendorf-Grunewald AG angelegt und bis 1904 ausgebaut. | Pasewaldtstraße |
| Peetziger Weg (Lage)              | 0070                      | Peetzig, Ortsteil von Greiffenberg, Brandenburg | 6. Nov. 1962        | Die vorherige Straße 617 geht von der Neuruppiner Straße ab und wurde im Jahr nach dem Bau der Mauer 1961 wie die anderen Straßen im Siedlungsgebiet nach einem Ort hinter der Mauer benannt. | Peetziger Weg |
| Pfarrlandstraße (Lage)            | 0380                      | Zur Pfarre gehörender Grund und Boden | 30. Okt. 1926       | Die Straße zwischen Nieritzweg und Andréezeile wurde Mitte der 1920er Jahre von der Zehlendorf-Kleinmachnow AG als Straße 73 angelegt und 1926 benannt. | Pfarrlandstraße |
| Plaßstraße (Lage)                 | 0270                      | Louis Adolf Friedrich Plaß (1864–1921), Theologe, Direktor des Erziehungsheimes „Am Urban“ in Zehlendorf. | 30. Okt. 1926       | Die als Straße 75 um 1920 von der Zehlendorf-Klein Machnow AG angelegte Straße liegt als Sackgasse südlich vom Nieritzweg. Sie führt als dreispurige Straße mit beidseitigen Gehwegen zum Werner-Sylten-Weg, einem Geh- und Fußweg. | Plaßstraße |
| Plüschowstraße (Lage)             | 0430                      | Gunther Plüschow (1886–1931), Marineoffizier, Flugpionier in Feuerland | 9. Sep. 1931        | Die Straße führt von der Fischerhüttenstraße nordwärts als 30er-Zone und Sackgassewestlich vom Friedhof Onkel-Tom-Straße als Fahrweg zur Sven-Hedin-Straße, von der sie abgesperrt ist. Nach Norden setzt sich der Straßenzug als gepflasterte Straße auf das Ernst-Reuther-Sportfeld (Vereinsgelände) parallel zum Hartmannsweiler Weg fort. Die Umbenennung eines Abschnitts der Altkanzlerstraße zwischen Sven-Hedin-Straße und Alsenstraße in Plüschowstraße erfolgte 1931. Auf dem zwischenliegenden Gelände stehen heute drei Schulen. | Plüschowstraße |
| Poßweg (Lage)                     | 0590                      | Reinhold Poss (1897–1933), Flugpionier, Sport- und Jagdflieger | 4. Apr. 1934        | Die Straße liegt gewinkelt zwischen Hartmannsweilerweg und Argentinische Allee und hieß vor der Benennung Straße 301. Am 29. Januar 1937 wurde die Straße 302 einbezogen. Vor der Argentinischen Allee kreuzt sie über die Poßwegbrücke die offene U-Bahn-Strecke. | Poßweg |
| Potsdamer Chaussee (Lage)         | 0790 (im Ortsteil)        | Potsdam, südwestliche Nachbarstadt, heute Hauptstadt von Brandenburg | nach 1905           | Die Potsdamer Chaussee liegt zwischen der Lindenthaler Allee und der S-Bahn-Brücke im Ortsteil und bildet hier die Grenze zu Schlachtensee. Die Grundstücke an der Nordseite der Straße (6 bis 15A fortlaufend) gehören zu Schlachtensee. Die Südseite besteht in diesem Abschnitt aus einer parkartigen Grünfläche parallel zum Oertzenweg, an dem Wohnhäuser stehen. Die Südseite der Straße zwischen Lindenthaler und Lissabonallee sowie der westwärts anschließende Abschnitt liegen in Nikolassee. Die Chaussee geht an der S-Bahn-Brücke zum Zehlendorfer Zentrum in die Potsdamer Straße über. Die Chaussee war ein Abschnitt der alten Potsdamer Straße, der bereits 1792 angelegten Verbindungsstraße zwischen den Residenzstädten Berlin und Potsdam, es ist die älteste befestigte Straße in Preußen. Auf einer Karte von 1905 (in der selbstständigen Landgemeinde Zehlendorf) wurde dieser Abschnitt noch als Chaussee von Potsdam bezeichnet. | Potsdamer Chaussee · Potsdamer Chaussee |
| Potsdamer Straße (Lage)           | 1360                      | Potsdam, südwestliche Nachbarstadt, heute Hauptstadt von Brandenburg | vor 1878            | Die Straße liegt zwischen Clayallee und der Bahnbrücke der Linie S1. Sie ist Abschnitt der alten Verbindungsstraße zwischen den preußischen Residenzstädten Berlin und Potsdam zwischen Berliner Straße und Potsdamer Chaussee. An der Ecke Potsdamer Straße/Clayallee befindet sich die Alte Dorfkirche. In der Nähe der Fischerhüttenstraße befindet sich auf dem Mittelstreifen ein preußischer Meilenstein mit der Angabe „2 Meilen bis Berlin“ (das entspricht rund 15 Kilometer bis zum Dönhoffplatz). | Potsdamer Straße/Teltower Damm · Dorfkirche |
| Prinz-Handjery-Straße (Lage)      | 1100                      | Nicolaus Prinz Handjery (1836–1900) war preußischer Politiker. | um 1889             | Die Straße wurde um 1870 angelegt und 1894 ausgebaut. Sie liegt zwischen Hampstead- und Leo-Baeck-Straße. | Prinz-Handjery-Straße |
| Priorter Weg (Lage)               | 0070                      | Priort, Ort bei Nauen, Brandenburg | 6. Nov. 1962        | Die Nebenstraße der Neuruppiner Straße, vorher Straße 619, wurde wie die umliegenden Straßen nach dem Ort im DDR-Bezirk Potsdam benannt, der seit 1961 hinter der Mauer lag. | Priorter Weg |
| Propst-Süßmilch-Weg (Lage)        | 0180                      | Johann Peter Süßmilch (1707–1767), Postfuhrhalter in Zehlendorf, Propst und Oberkonsistorialrat in St. Petri | 24. Sep. 1985       | Der Weg ist ein Gemeinsamer Geh- und Radweg (Zeichen 240) zwischen Clayallee und Onkel-Tom-Straße nördlich der Dorfkirche. | Propst-Süßmilch-Weg |
| Quermatenweg (Lage)               | 1550                      | Maten, alte Flurbezeichnung | 14. Sep. 1927       | Die Straße liegt zwischen Fischerhütten- und Onkel-Tom-Straße. Die Straße 311 wurde 1913 von der Sommerfeld AG angelegt und 1927 wurde ein Abschnitt benannt, am 13. Juli 1934 wurde der verbliebene Abschnitt einbezogen. | Quermatenweg · Quermatenweg |
| Querstraße (Lage)                 | 0160                      | Lage zu bereits vorhandenen Straßen | vor 1896            | Die vor 1896 neu angelegte Straße lag „quer“ zur damaligen Alsenstraße und Heidestraße und verband beide miteinander. Die Straße liegt zwischen Fischerhüttenstraße und Busseallee. | Querstraße |
| Radolfzeller Weg (Lage)           | 0120                      | Radolfzell am Bodensee, Stadt bei Konstanz, Baden-Württemberg | 28. Mai 1984        | Vorher wurde die Straße 660 als Privatstraße angelegt und 1984 in öffentliches Straßenland einbezogen, sie geht vom Hegauer Weg südlich ab. | Radolfzeller Weg |
| Radtkestraße (Lage)               | 0230                      | Theodor Radtke (20. Jahrhundert), Direktor und Vorstandsmitglied des Beamten-Wohnungsvereins | 1924                | Die Straße wurde 1920 vom Beamten-Wohnungsverein angelegt und liegt zwischen Albertinen und Berlepschstraße. | Radtkestraße |
| Ramsteinweg (Lage)                | 0540                      | Ramstein, Burgruine bei Scherwiller im Département Bas-Rhin, Frankreich | 21. Mai 1941        | Die Straße zwischen Breitenstein- und Hocksteinweg (weiter als Sackgasse) wurde Mitte der 1930er Jahre als Straße 575 der Zehlendorf-Kleinmachnow AG angelegt. Benannt wurde sie 1941 nach der Besetzung Frankreichs und der erneuten Annexion von Elsaß und Lothringen. | Ramsteinweg |
| Rappoltsweilerstraße (Lage)       | 0230                      | Ribeauvillé (Rappoltsweiler), Weinort im Elsass, Frankreich | 16. Aug. 1928       | Die Straße liegt zwischen Clayallee und Sundgauer Straße, vorher Straße 31, wurde am 11. Mai 1938 die Straße 119 einbezogen. | Rappoltsweilerstraße |
| Rauweilersteig (Lage)             | 0120                      | Rauweiler, Gemeinde in Lothringen, Frankreich | 1. März 1970        | Die Straße mit den Grundstücken 5–15 (ungerade) liegt zwischen Fischerhüttenstraße und Poßweg an der Südostseite des U-Bahnhofs Krumme Lanke, der Zugang vom Poßweg ist ein ausgeschilderter Fußweg. | Rauweilersteig |
| Ravenweg (Lage)                   | 0350                      | Raimar Hermann Achim von Raven (1882–1914), fiel bei Sedan als Oberleutnant im Reserve-Ulanenregiment Nr. 5 bereits in den ersten Tagen | 11. Mai 1938        | Die Straße zwischen Königsweg bis Oertzenweg war vorher Straße 541 des Bebauungsplans. | Ravenweg |
| Rehbrücker Weg (Lage)             | 0090                      | Rehbrücke, Ortsteil von Nuthetal bei Potsdam | 6. Nov. 1962        | Vorher Straße 609 des Bebauungsplans geht sie nach Süden von der Berlepschstraße ab. Die Namensgebung der hier liegenden Straßen erfolgte im Jahr nach dem Mauerbau nach Orten im DDR-Bezirk Potsdam, der seinerseits an den Berliner Bezirk Zehlendorf angrenzte. | Rehbrücker Weg |
| Reiherbeize (Lage)                | 0240                      | Reiherbeize, Reiherjagd mit abgerichteten Greifvögeln | 27. Sep. 1927       | Die Straße liegt zwischen Am Fischtal und Im Gestell, vorher Straße 327a des Bebauungsplans. | Reiherbeize |
| Rendtorffstraße (Lage)            | 0150                      | Heinrich Rendtorff (1814–1868), Theologe, 1855–1861 Pfarrer in Gütergotz (wozu auch Zehlendorf gehörte, heute Güterfelde) | 31. Aug. 1937       | Die Straße 76 wurde Anfang der 1930er Jahre von der Zehlendorf-Kleinmachnow AG angelegt, sie liegt zwischen Teltower Damm und Ritterhufen. | Rendtorffstraße |
| Ribeckweg (Lage)                  | 0270                      | Tobias Ribeck (geboren nach 1580), Theologe, Pfarrer im Sprengel Gütergotz, zu dem auch Zehlendorf gehörte | 20. März 1929       | Die Straße liegt zwischen Nieritzweg und Adolfstraße und wurde um 1925 als Straße 64 von der Zehlendorf-Kleinmachnow AG angelegt. | Ribeckweg |
| Riebener Weg (Lage)               | 0070                      | Rieben, Ort im Naturpark Nuthe-Nieplitz bei Beelitz, Brandenburg | 6. Nov. 1962        | Die Straße geht als Sackgasse von der Neuruppiner Straße ab. Die Straße 613 des Bebauungsplans wurde wie die umliegenden nach einem Ort im Bezirk Potsdam benannt, der seit 1961 durch die Mauer vom Berliner Bezirk Zehlendorf getrennt war. | Riebener Weg |
| Riemeisterstraße (Lage)           | 1840                      | Riedmeister, der Verwalter des Dorfes Zehlendorf vom Kloster Lehnin aus, nahe liegendes Riemeisterfenn | 1889                | Die Straße liegt zwischen der Onkel-Tom-Straße und der Clayallee. An der Ecke Schmarjestraße befindet sich die Herz-Jesu-Kirche. Die Straße ist im Adressbuch von 1889 genannt und der Name wurde wohl vom in der Nähe liegenden Riemeisterfenn abgeleitet, das bis 1911 noch ein See war. | Riemeisterstraße: Herz-Jesu-Kirche · Riemeisterstraße am U-Bahnhof (alte Postkarte 1920er Jahre) · Riemeisterstraße, Der Kretaner, ehemals: Café Brumm |
| Rilkepfad (Lage)                  | 0180                      | Rainer Maria Rilke (1875–1926), österreichischer Schriftsteller | 7. Jan. 1928        | Die Straße 20 wurde um 1920 von der Gemeinnützigen Bau- und Siedlungs AG „Heimat“ angelegt. Sie geht von der Jänickestraße als Sackgasse östlich ab und geht zum Dahlemer Weg als Fußweg über die Industriebahn durch. | Rilkepfad |
| Ringelsteinweg (Lage)             | 0150                      | Ringelstein, Burgruine westlich von Straßburg (Unterelsass), Frankreich | 7. Aug. 1996        | Die Straße geht als Sackgasse vom Breitensteinweg ab. Sie wurde 1996 passend zu umliegenden Straßen nach Burgruinen im Elsass benannt. | Ringelsteinweg |
| Ritterhufen (Lage)                | 0520                      | Ritterhufen, alte Flurbezeichnung, Hufe des Rittergutes Schönow | 30. Okt. 1926       | Die Straße 74 wurde auf dem Gelände des Rittergutes Schönow Mitte der 1920er Jahre von der Zehlendorf-Kleinmachnow AG angelegt. Sie liegt zwischen Nieritzweg und Andréezeile. | Ritterhufen |
| Robert-von-Ostertag-Straße (Lage) | 0380                      | Robert von Ostertag (1864–1940), Veterinär | 6. Dez. 1999        | Die Straße liegt als Sackgasse von der Clauertstraße zum Königsweg, vor der Benennung als Straße 518. Hier liegt die Justizvollzugsanstalt Düppel für den offenen Vollzug. | Robert-von-Ostertag-Straße |
| Robert-W.-Kempner-Straße (Lage)   | 0240                      | Robert Kempner (1899–1993), deutsch-jüdischer Jurist und Rechtsanwalt | 22. Juli 2003       | Die Straße geht vom Dahlemer Weg westwärts ab. Vorher Straße 621, auch Kühlhausstraße genannt, erfolgte die feierliche Benennung am zehnten Todestag Kempners am 27. August 2003. | Robert-W.-Kempner-Straße |
| Rombsweg (Lage)                   | 0120                      | Hans Rombs (17. Jahrhundert), einer der elf Zehlendorfer Hüfner, die den Dreißigjährigen Krieg überlebten | 12. Juli 1934       | Die Straße liegt zwischen Karolinenstraße und Gimpelsteig. Die Straße wurde vor 1912 als Kleine Dorotheenstraße angelegt und benannt und 1934 umbenannt. | Rombsweg |
| Rondellstraße (Lage)              | 0160                      | Vormaliges hier liegendes Rondell | um 1896             | Die Straße liegt zwischen Beerenstraße und Waldstraße, von der aus sie als Sackgasse 50 Meter bis zum Wendeplatz weitergeht, es folgt ein Fußweg durch das Gemeindewäldchen zur Potsdamer Straße. Sie wurde um 1850 von den Eigentümern als Unternehmerstraße angelegt und ausgebaut. Die frühere Schreibweise der Straße war Rondelstraße. | Rondelstraße |
| Roonstraße (Lage)                 | 0370                      | Albrecht von Roon (1803–1879), preußischer General und Minister | 1906                | Die Straße zwischen Fürsten- und Bülowstraße wurde um 1900 von der Zehlendorf-West Terrain AG angelegt. | Roonstraße |
| Rotherstieg (Lage)                | 0100                      | Christian von Rother (1778–1849), preußischer Staatsbankier | vor 1914            | Die Straße liegt zwischen Camphausen- und Dallwitzstraße. | Rotherstieg |
| Sachtlebenstraße (Lage)           | 1400                      | Johann Andreas Sachtleben (1754–1830), war 1781–1830 Pfarrer in Gütergotz (heute: Güterfelde) zu der die Filialkirche Zehlendorf gehörte | vor 1928            | Angelegt als Straße 56 nach Bebauungsplan erhielt ursprünglich nur der nördliche Teil zwischen dem Verbindungsweg von Schönow nach Düppel (1931 in der Gesamtheit als Andréezeile benannt) und dem heutigen Nieritzweg den Namen Sachtlebenstraße. Deren südliche Verlängerung hieß zunächst Separationsweg und wurde später einbezogen. Am 1. Juni 1966 wurde infolge der namentlichen Aufteilung der Andréezeile deren kurzer Abschnitt zwischen Machnower Str. und Sachtlebenstr. ebenfalls in Letztere eingegliedert. | Sachtlebenstraße |
| Salemer Steig (Lage)              | 0340                      | Salem, badische Gemeinde am Bodensee, vormals Reichstift | 3. Nov. 1938        | Diese Straße liegt zwischen Starkenburger Straße und Zwingenberger Weg. Am 31. Juli 1947 wurde die Pleichingestraße als Verlängerung in den Salemer Steig einbezogen. | Salemer Steig |
| Sandmeyerplatz (Lage)             | 0050 × 50                 | Wilhelm Sandmeyer (1863–1944), Mediziner, errichtete 1907 in Zehlendorf ein Sanatorium für Diabetiker | 22. Aug. 1952       | Der Platz liegt an der Claszeile und Gutzmannstraße. | Sandmeyerplatz |
| Satzkorner Weg (Lage)             | 0070                      | Satzkorn, Gemeinde bei Potsdam (heute ein Stadtteil), Brandenburg. | 6. Nov. 1962        | Die Straße ist eine kurze Sackgasse und Zufahrtsstraße von der Berlepschstraße ab. Nach der Abtrennung Zehlendorfs vom Umland durch den Mauerbau 1961 erhielt die Straße 612 im Folgejahr wie die umliegenden Siedlungsstraßen in diesem Südwestwinkel des Ortsteils einen Namen nach einem Ort aus dem DDR-Bezirk Potsdam. | Satzkorner Weg |
| Schädestraße (Lage)               | 0340                      | Ernst Ferdinand Schäde (1772–1861), Pädagoge, erster Heimatchronist Zehlendorfs | 16. Jan. 1925       | Angelegt als Straße 19 liegt sie zwischen Teltower Damm und Biesestraße. | Schädestraße |
| Scharfestraße (Lage)              | 0360                      | Sidonie Scharfe (1834–1909), Zehlendorfer Gutsbesitzerin, stiftete Grund und Boden für die evangelische St.-Pauluskirche mit dem Pfarrhaus | 1896                | Die Straße liegt zwischen Clayallee und Onkel-Tom-Straße auf dem Boden der Stifterin, ihr Vater hatte 1836 das Lehnschulzengut Zehlendorf erworben. | Scharfestraße |
| Schillerstraße (Lage)             | 0440                      | Friedrich Schiller (1759–1805), Schriftsteller | vor 1905            | Die Straße zwischen Goethestraße und Elvirasteig liegt mit Straßen gleichen Themas im Schriftstellerviertel. | Schillerstraße |
| Schlawer Straße (Lage)            | 0360                      | Schlawe, westpommersche Stadt am Ufer des Flusses Wieprza (Wipper), Polen | 31. Juli 1947       | Die Straße liegt zwischen Starkenburger Straße und Ottmachauer Steig. Die vorher Straße 536 des Bebauungsplans wurde 1938 in der SS-Kameradschaftssiedlung umbenannt in Planettastraße und 1947 mit der Entnazifizierung wieder rückbenannt. | Schlawer Straße |
| Schlettstadter Straße (Lage)      | 0990                      | Sélestat (Schlettstadt), Stadt um Unterelsass, Frankreich | 29. Jan. 1937       | Die Anfang der 1930er Jahre als Straße 120 des Bebauungsplans angelegte Straße liegt zwischen Clay- und Schützallee. | Schlettstadter Straße |
| Schmarjestraße (Lage)             | 0440                      | Walther Schmarje (1872–1921), Bildhauer | 15. März 1939       | Die Straße zwischen Onkel-Tom- und Riemeisterstraße wurde um 1900 von der Zehlendorf-Grunewald AG als Elsestraße angelegt. | Schmarjestraße |
| Schmückertstraße (Lage)           | 0160                      | Heinrich Schmückert (1790–1862), Generalpostdirektor des Königreichs Preußen | 15. Nov. 1976       | Vorher als Straße 649 nach dem Bebauungsplan angelegt geht sie vom Seibtweg ab. | Schmückertstraße |
| Schönower Straße (Lage)           | 0230                      | Schönow, ehemaliges Gut, heute Ortslage von Zehlendorf | 1889                | Die Straße liegt zwischen Teltower Damm und Machnower Straße und war ursprünglich der Verbindungsweg zwischen dem Dorf Schönow und der Landgemeinde Zehlendorf. | Schönower Straße |
| Schopfheimer Straße (Lage)        | 0240                      | Schopfheim, Stadt bei Lörrach im südlichen Schwarzwald, Baden-Württemberg | 28. Sep. 1935       | Die Straße 513 wurde zu Beginn der 1920er Jahre vom Beamten-Wohnungsverein angelegt. Sie liegt zwischen Berlepsch- und Ludwigsfelder Straße. | Schopfheimer Straße |
| Schreberstraße (Lage)             | 0300                      | Moritz Schreber (1808–1861), Orthopäde und Pädagoge, Namensgeber der Schrebergärten und der Deutschen Schreberjugend | 30. Okt. 1926       | Vorher Straße 90 des Bebauungsplans liegt sie zwischen Hampstead- und Mühlenstraße. | Schreberstraße |
| Schrockstraße (Lage)              | 0510                      | Karl Schrock (19./20. Jahrhundert), Rektor in Zehlendorf | 4. Aug. 1933        | Die vor 1878 angelegte Karlstraße und die Verlängerte Karlstraße wurden 1933 in Schrockstraße umbenannt. Diese liegt zwischen Gimpelsteig und Berlepschstraße. | Schrockstraße |
| Schützallee (Lage)                | 1800 (im Ortsteil)        | Franz Schütz (1857–1933), Grundbesitzer, Direktor der Zehlendorfer Grunewald-Terrain AG. | 29. März 1929       | Die Straße wurde vor 1927 als Schützstraße angelegt und 1929 umbenannt, wobei die Straße 118 einbezogen wurde. Die Schützallee gehört (mit der Fahrbahn) insgesamt zum Ortsteil und liegt zwischen Onkel-Tom- und Berliner Straße. Die Grundstücke 70–136 (gerade) am Nordrand der Straße zwischen Sundgauer und Berliner Straße liegen allerdings in Dahlem. | Schützallee |
| Schweitzerstraße (Lage)           | 0590                      | Johann Wilhelm Friedrich Schweitzer (1847–1916), von 1889 bis 1902 Gemeindevertreter und Mitglied des Gemeindevorstands in Zehlendorf | 1912                | Die Straße liegt zwischen Scharfestraße bis Sophie-Charlotte-Straße. | Schweitzerstraße |
| Sderotplatz (Lage)                | 0080 × 80 × 40 dreieckig  | Sderot, Stadt im südlichen Israel im Westteil der Negev-Wüste, Partnerstadt von Zehlendorf | 14. Nov. 2008       | Der Sderotplatz ist ein dreieckiger vorher namenloser Platz, der südlich (neben) der Potsdamer Straße liegt. An der Ostseite mündet die Martin-Buber-Straße und von Westen endet die Königstraße an einem Wendehammer. | Sderotplatz |
| Seehofstraße (Lage)               | 1840 (im Ortsteil)        | Seehof, zum Zeitpunkt der Benennung ein Gut auf Teltower Feldmark und heute Ortsteil von Teltow liegt es an der Berliner Stadtgrenze | 1896                | Die Seehofstraße liegt zwischen Berliner Straße und Dahlemer Weg im Ortsteil und setzt sich in Lichterfelde zum Osteweg fort. In Zehlendorf wurde die Straße um 1896 benannt, sie reichte zunächst nur von der Berliner Straße bis zur Mühlenstraße. In Steglitz trug sie vorher die Bezeichnung Straße 9 und ab 1919 Straße 161 des Bebauungsplans. Die Verlängerung vom Dahlemer Weg zum Osteweg in Lichterfelde wurde zwischen 1929 und 1937 angelegt. | Seehofstraße |
| Seibtweg (Lage)                   | 0270                      | Georg Seibt (1874–1934), Hochfrequenztechniker und Unternehmer | 13. Juli 1934       | Die Straße liegt zwischen Albertinenstraße und Ernst-Lemmer-Ring, sie geht als Fahrweg und im Weiteren als Fußweg zur Idsteiner Straße, die selbst ein Geh- und Radweg ist. Sie wurde um 1900 als Straße 3 vom Beamten-Wohnungsverein angelegt. 1922 wurde sie als Hans-Bredow-Straße benannt, deren Namensgeber Hans Bredow wurde 1933 mit Berufsverbot belegt und die Straße nach Seibt einem anderen Rundfunkpionier benannt. | Seibtweg |
| Selmaplatz (Lage)                 | 0070 × 50 trapezförmig    | Selma, weiblicher Vorname | 31. Juli 1947       | Der Platz liegt an der Argentinischen Allee und dem Teschener Weg. Der Platz lag in der SS-Kameradschaftssiedlung in Zehlendorf und wurde 1938 als Führerplatz benannt, 1947 folgte bei der Entnazifizierung das Umbenennen in den heutigen Namen. | Selmaplatz |
| Siebenendenweg (Lage)             | 0740                      | Siebenenden, alte Flurbezeichnung | 14. Sep. 1927       | Der (als solcher ausgeschilderte) Geh- und Radweg liegt zwischen Onkel-Tom-Straße und Argentinischer Allee am Ostrand des Ernst-Reuter-Sportfeldes entlang. In der Straßenstatistik 2012 ist er mit den Grundstücken 30–46 (gerade) aufgeführt. Schon vor 1907 existierte hier ein Forstweg, der auf einem Stadtplan von 1925 bereits seinen heutigen Namen trug. Danach wurde er als Straße 305 des Bebauungsplans der Zehlendorf-West AG in den 1920er Jahren ausgebaut und angelegt. Bis 1933 war er unbebaut. | Siebenendenweg |
| Siepesteig (Lage)                 | 0250                      | nahegelegener Siepeteich und vormals lag hier der Siepegraben | 20. März 1961       | Die mit Reihenhäusern bebaute Straße liegt U-förmig an der Sachtlebenstraßehat aber nur am südlichen Zugang eine Einfahrmöglichkeit. Die Straße wurde von der der Zehlendorf-Kleinmachnow AG angelegt, als Straße 604 des Bebauungsplans. | Sepesteig |
| Singener Weg (Lage)               | 0300                      | Singen, Stadt im Hegau, Baden-Württemberg. | 28. Sep. 1935       | Vorher Straße 514 des Bebauungsplans liegt sie als Sackgasse zwischen Hegauer und Königsweg, der zwarhier befahrbar ist aber keine Anbindung beidseits hat. | Singener Weg |
| Slatdorpweg (Lage)                | 0410                      | Slatdorp, nachweisbare Siedlung am Schlachtensee | 1. Mai 1970         | Der Fußweg entlang der S-Bahn zwischen Lindenthaler Allee (Mexikoplatz) und Salzachstraße ist unbebaut, Grundstücke sind keine zugeordnet, die Nordostseite ist Bahngelände. | Slatdorpweg |
| Sophie-Charlotte-Straße (Lage)    | 0960                      | Sophie Charlotte (1668–1705), Königin in Preußen | 1907                | Die Straße liegt zwischen Onkel-Tom-Straße und Clayallee. | Sophie-Charlotte-Straße |
| Sprungschanzenweg (Lage)          | 0450                      | ehemalige Ski-Sprungschanze bei Onkel-Toms-Hütte | 4. Aug. 1930        | Als Straße 317 des Bebauungsplans wurde der Weg Mitte der 1920er Jahre von der Sommerfeld-Gesellschaft angelegt. Er liegt zwischen Holzungsweg und Riemeisterstraße. | Sprungschanzenweg |
| Sputendorfer Straße (Lage)        | 0070                      | Sputendorf, Ort bei Großbeeren, Brandenburg | 29. Mai 1968        | Die Straße 628 ist eine Sackgasse von der Neuruppiner Straße. Zur Geschichte des Geländes bis 1963 siehe Gütergotzer Straße. | Sputendorfer Straße |
| Starkenburger Straße (Lage)       | 0310                      | Starkenburg, ehemalige hessische Provinz | 31. Juli 1947       | Die Straße zwischen Am Vierling bis Ottmachauer Steig gehört zum Hessischen Viertel, bis 1937 existierte die hessische Provinz Starkenburg, mit den 1947 umbenannten Straßen. Sie wurde Mitte der 1920er Jahre durch die Zehlendorf-West AG als Straße 124 angelegt und bekam sie 1938 in der SS-Kameradschaftssiedlung den Namen König-Heinrich-Straße. | Starkenburger Straße |
| Stubenrauchstraße ()              | 0850                      | Ernst von Stubenrauch (1853–1909), Jurist, Kommunalpolitiker und Landrat | 1892                | Die Straße liegt zwischen Hampsteadstraße und Am Schweizerhof. | Stubenrauchstraße |
| Süntelsteig (Lage)                | 0240                      | Süntel, Bergzug im Weserbergland | 13. Juli 1934       | Die Privatstraße 3 in der Siedlung der Gemeinnützigen AG für Angestellten-Heimstätten wurde 1934 benannt und liegt zwischen Eschershauser und Quermatenweg. | Süntelsteig |
| Sundgauer Straße (Lage)           | 1840 (im Ortsteil)        | Sundgau, Hügelland im Oberelsass, Frankreich | 12. Feb. 1932       | Die Sundgauer Straße liegt zwischen der Clayallee und dem Dahlemer Weg. Im nördlichen Abschnitt zwischen Clay- und Schützallee gehört die Nordostseite der Straße zu Dahlem. Vor der Benennung war es die Straße 408 des Bebauungsplans. Am 19. Dezember 1934 wurde der Abschnitt von der Wannseebahn zur Finckensteinallee einbezogen. Weitere Verlängerungen bis zum Dahlemer Weg wurden 1961 und 1973 in Sundgauer Straße benannt. | Bahnhof Sundgauer Straße · Sundgauer Straße |
| Sven-Hedin-Platz (Lage)           | 0080 × 80                 | Sven Hedin (1865–1952), schwedischer Geograph, Entdeckungsreisender und Reiseschriftsteller, Anhänger der NS-Bewegung | 29. Jan. 1937       | Der Platz liegt in der Sven-Hedin-Straße an der Fischerhüttenstraße. | Sven-Hedin-Platz |
| Sven-Hedin-Straße (Lage)          | 1580                      | Sven Hedin (1865–1952), schwedischer Geograph, Entdeckungsreisender und Reiseschriftsteller | 14. Sep. 1927       | Diese Hauptstraße liegt zwischen Argentinische Allee und Onkel-Tom-Straße und wird von der Schützallee verlängert. | Sven-Hedin-Straße · Sven-Hedin-Straße |
| Täubchenstraße (Lage)             | 0250                      | Täubchen, hier wohl als Taubenzucht | vor 1929            | Die Straße wurde Anfang der 1920er Jahre von der Zehlendorf-West AG angelegt und liegt zwischen Hermannstraße bis Wasserkäfersteig. | Täubchenstraße |
| Teltower Damm (Lage)              | 3540 (im Ortsteil)        | Teltow, südliche Nachbarstadt, Brandenburg | 13. Juli 1934       | Der Teltower Damm liegt zwischen dem Zehlendorfer Zentrum an der Potsdamer/Berliner Straße und der Knesebeckbrücke, der Stadtgrenze zu Teltow in der Ortslage Schönow. Die Grundstücke 279–293 und 301–315 (ungerade) auf der Ostseite südlich vom Beeskowdamm gehören zu Lichterfelde. Vor 1878 lautete die Bezeichnung der Verbindung zwischen Zehlendorf und Teltow Teltower Straße, mit der Befestigung vor 1912 erfolgte eine Umbenennung in Teltower Chaussee. 1934 wurde diese mit der Hauptstraße im Abschnitt südlich der Berliner Straße, die ebenfalls schon vor 1878 im Zehlendorfer Ortskern bestand, zum Teltower Damm zusammengefasst. 1991 erhielt der am Teltower Damm liegende Teil der Straße Am Gutshof in Schönow ebenfalls den Namen Teltower Damm. In der Nr. 87–93 befindet sich die John-F.-Kennedy-Schule. | Teltower Damm · Rathaus Zehlendorf · John-F.-Kennedy-Schule                                                                                            |
| Teschener Weg (Lage)              | 0400                      | Teschen, tschechisch-polnische Doppelstadt beiderseits der Olsa | 31. Juli 1947       | Die Straße zwischen Argentinische Allee und Zwingenberger Weg. Die Straße wurde Ende der 1920er Jahre von der Zehlendorf-West AG als Straße 121 angelegt. Die Straße lag in der SS-Kameradschaftssiedlung in Zehlendorf und wurde 1938 in Julius-Schreck-Straße wie 14 weitere dort liegende Straßen umbenannt. Im Rahmen der Entnazifizierung erhielt sie 1947 den heutigen Namen. | Teschener Weg |
| Thürstraße (Lage)                 | 0170                      | Georg Thür (1846–1924), Unternehmer, Vorstandsmitglied im Beamten-Wohnungsverein | 1914                | Die Straße wurde zwischen 1910 und 1913 vom Beamten-Wohnungsverein angelegt und nach dem Vorstandsmitglied benannt, sie liegt zwischen Berlepsch- und Dallwitzstraße. | Thürstraße |
| Treibjagdweg (Lage)               | 0150                      | Treibjagd, waidmännische Bezeichnung für eine Jagdart | 4. Aug. 1930        | Die Straße im Jägerviertel wurde Mitte der 1920er Jahre von der Sommerfeld-Gesellschaft und der Allgemeinen Güterbau AG als Straße C angelegt. Sie liegt zwischen Hochsitzweg und Am Hegewinkel. | Treibjagdweg |
| Türksteinweg (Lage)               | 0480                      | Türkstein, eine Burgruine in den Vogesen (Lothringen), Frankreich | 21. Mai 1941        | Der Weg liegt zwischen Teltower Damm und Heinrich-Laehr-Park und biegt im rechten Winkel etwa nordwärts zum Leo-Baeck-Weg am Park entlang. Die Straße 12a und Straße 212a des Bebauungsplans wurden 1941 nach der Besetzung Frankreichs durch Hitlerdeutschland und der erneuten Annexion von Elsaß und Lothringen benannt. | Türksteinweg |
| Uhldinger Straße (Lage)           | 0130                      | Uhldingen, Gemeinde im Bodenseekreis, Baden-Württemberg | 28. Sep. 1935       | Die Straße liegt zwischen Berlepsch- und Schopfheimer Straße, östlich parallel der Ludwigsfelder Straße. | Uhldinger Straße |
| Urbanstraße (Lage)                | 0240                      | ehemalige Erziehungsanstalt „Urban“ | 1902                | Die Straße wurde Mitte des 19. Jahrhunderts vom Verein zur Erziehung sittlich verwahrloster Kinder angelegt. Sie geht beidseits der Gutzmannstraße als Sackgasse ab. | Urbanstraße |
| Vesterzeile (Lage)                | 0170                      | Johann Vester (verstorben um 1584), zwischen 1574 und 1584 Pfarrer in Gütergotz (Güterfelde), von der Zehlendorf eine Filialkirche war | 31. Aug. 1937       | Die Straße liegt zwischen Rendtorff- und Ladiusstraße, beidseits als Sackgasse weiter. Sie wurde Anfang der 1930er Jahre als Straße 77 angelegt. | Vesterzeile |
| Viernheimer Weg (Lage)            | 0220                      | Viernheim, hessische Stadt an der Bergstraße | 31. Juli 1947       | Die Straße liegt zwischen Ottmachauer und Salemer Steig. Vorher Straße 533 des Bebauungsplans erhielt sie 1938 im Ergebnis des Aufrufs der SS-Zeitung „Schwarzes Corps“ Vorschläge für die umliegenden Siedlungsstraßen der SS-Kameradschaft einzureichen den Namen Mütterstraße. | Viernheimer Weg |
| Vopeliuspfad (Lage)               | 0210                      | Richard Vopelius (1843–1911), Glashüttenbesitzer | 13. Juli 1934       | Die Straße wurde vor 1906 als Annastraße angelegt und liegt zwischen Berliner und Mörchinger Straße. | Vopeliuspfad |
| Waldhüterpfad (Lage)              | 0520                      | Waldhüter, Gehilfe eines Försters zur Hege und Pflege des Waldes | 11. Sep. 1927       | Die Straße in der Siedlung Fischtalgrund wurde Anfang der 1920er Jahre von der Sommerfeld-Gesellschaft als Straße 327 und Straße 327c des Bebauungsplans angelegt. Sie liegt zwischen Am Fischtal und Wilskistraße. | Wildhüterpfad |
| Waldmüllerstraße (Lage)           | 0520                      | Ferdinand Georg Waldmüller (1793–1865), österreichischer Maler | 7. Jan. 1928        | Die vorher als Straße 24 des Bebauungsplans angelegte Straße wurde 1928 umbenannt und liegt zwischen Jänicke- und Hammerstraße. | Waldmüllerstraße |
| Waldstraße (Lage)                 | 0200                      | Lage am Gemeindewäldchen | 1905                | Die Straße liegt zwischen Forst- und Rondellstraße am Nordrand des Gemeindewäldchens. | Waldstraße |
| Walterhöferstraße (Lage)          | 0310                      | Georg Walterhöfer (1880–1928), Mediziner am Rudolf-Virchow-Krankenhaus | 9. Aug. 1929        | Die Straße wurde um 1914 als Moltkestraße angelegt und wurde am ersten Todestag des Mediziners an der Uni-Poliklinik für innere Medizin in Berlin unter Einbeziehung der Straße 51 umbenannt. Sie liegt zwischen Machnower und Sachtlebenstraße. An der Straße liegt die Lungenklinik des HELIOS-Klinikums. | Walterhöferstraße |
| Waltraudstraße (Lage)             | 0630 (im Ortsteil)        | Waltraud, weiblicher Vorname | 1912                | Die Waltraudstraße liegt im Ortsteil mit den Grundstücken 2–38 auf der Westseite. Die Ortsteilgrenze zu Dahlem liegt am Ostrand der Straße mit den dortigen ungerade nummerierten Grundstücke im Nachbarortsteil. Die Straße wurde um 1900 von der Zehlendorf-Grunewald AG angelegt. | Waltraudstraße |
| Wasserkäfersteig (Lage)           | 0310                      | Wasserkäfer (Hydrophilidae), auch Kolbenwasserkäfer oder Wasserfreunde genannt | 31. Juli 1947       | Die Straße, vorher Straße 312 des Bebauungsplans, liegt zwischen Quermaten- und über den Hirschhorner Weg hinaus. 1941 wurde sie in Stehrweg, nach einem Anhänger der NS-Bewegung, benannt und 1947 im Rahmen der Entnazifizierung erhielt sie den heutigen Namen. Hier befand sich das Berlin Document Center. | Wasserkäfersteig |
| Werderstraße (Lage)               | 0320                      | August von Werder (1808–1887), preußischer General | vor 1906            | Die Straße geht als Sackgasse von der Beerenstraße ab, parallel zur östlichen Forst- und der westlicheren Fürstenstraße. | Werderstraße |
| Werner-Sylten-Weg (Lage)          | 0230                      | Werner Sylten (1893–1942), Theologe, Widerstandskämpfer gegen das NS-Regime | 16. Okt. 1963       | Der Rad- und Gehweg liegen zwischen Ritterhufen und Teltower Damm und ist durch Geländer gegen das Befahren gesichert, die Plaßstraße endet an ihm. | Werner-Sylten-Weg |
| Wildbergweg (Lage)                | 0080                      | Wildberg, bis 1997 selbstständige Gemeinde bei Neuruppin, Brandenburg | 6. Nov. 1962        | Die Straße geht vom Berlepschweg ab. Vorher als Straße 610 angelegt, erfolgte im Zusammenhang mit dem Bau der Mauer 1961 in diesem Wohngebiet im Südwestwinkel des Ortsteils 1962 die Namensgebung nach Orten aus dem benachbarten DDR-Bezirk Potsdam. | Wildbergweg |
| Wilskistraße (Lage)               | 1590                      | Ernst Wilski (1850–1929), Architekt und Gemeinderatsmitglied in Zehlendorf | 13. Juli 1934       | Die Anfang der 1920er Jahre angelegte Straße hieß 1927 bis 1934 Schlieffenstraße, sie liegt zwischen Waltraudstraße und Poßweg. An dieser Straße befindet sich Ecke Onkel-Tom-Straße die Emmaus-Kirche. | Apartmenthäuser von Bruno Taut · Wilskistraße |
| Windsteiner Weg (Lage)            | 0660                      | Windstein, Burgruine und Ort im Unterelsass, nördlich Reichshoffen, Frankreich | 21. Mai 1941        | Die Straße liegt zwischen Andréezeile und Sachtlebenstraße. Die vorher als Straße 573 wurde 1941 nach der Besetzung Frankreichs durch Hitlerdeutschland und der erneuten Annexion des Elsaß und Lothringens zusammen mit umliegenden Straße nach Elsässer Orten benannt. | Windsteiner Weg |
| Winfriedstraße (Lage)             | 0460                      | Winfried, männlicher Vorname | 1914                | Die Straße wurde zwischen 1840 und 1845 von den Eigentümern als Privatstraße als angelegt und Grunewaldstraße benannt. Um 1919/1920 übernahm die Gemeinde das Straßenland mit dem Namen Winfriedstraße, die zwischen Berliner Straße und Riemeisterstraße liegt. Sie verbindet die Clayallee mit der Berliner Straße. Auf einem separaten Teil liegt die „Seniorenwohnanlage Rosenhof“. | Wohnanlage Rosenhof · Wohnanlage von 1933 |
| Wolzogenstraße (Lage)             | 0100 (im Ortsteil)        | Wolzogen (1848–1938), Schriftsteller und Redakteur | 31. Aug. 1937       | Die Straße beginnt im Norden am Urselweg im Ortsteil Schlachtensee, kreuzt an der Potsdamer Chaussee die Ortsteilgrenze und endet am Oertzenweg. Sie war vor 1905 als Derfflingerstraße angelegt worden. Die Umbenennung erfolgte 1937. | Wolzogenstraße |
| Wupperstraße (Lage)               | 0680 (im Ortsteil)        | Wupper, rechter Nebenfluss des Rheins | 24. Okt. 1922       | Die Grundstücke 18–24 (gerade) sowie die Straße zwischen dem Anschluss des Dahlemer Wegs bis an den Beeskowdamm liegen im Ortsteil. Die gegenüberliegenden Grundstücke am Ostrand der Straße und die Verlängerung ins Industrie- und Gewerbegebiet südlich des Beeskowdamms gehören nach Lichterfelde. Die Straße wurde als Straße 11 des Bebauungsplans von Schönow angelegt. | Wupperstraße |
| Zaberner Straße (Lage)            | 0070                      | Zabern, Stadt im Unterelsass am Rande der Vogesen, Frankreich | 11. Mai 1938        | Die Sackgasse geht südlich von der Schützallee ab, vor der Benennung war es die Straße 122 des Bebauungsplans. | Zabener Straße |
| Zinnowweg (Lage)                  | 0150                      | Zinnow, alteingesessene Zehlendorfer Bauernfamilie | 1920                | Die Straße wurde Anfang der 1920er Jahre als Privatstraße für die hier liegende Zinnowwaldsiedlung angelegt. Sie liegt zwischen Fischerhütten- und Sven-Hedin-Straße und führt als Fußweg zur Argentinische Allee. | Zinnowwaldsiedlung · Zinnowweg |
| Zinsweilerweg (Lage)              | 0280                      | Zinsweiler, kleiner Ort im Unterelsass, nordwestlich von Haguenau, Frankreich | 29. Jan. 1937       | Die Straße 306 wurde 1915 von der Sommerfeld Gesellschaft als Unternehmerstraße angelegt. Sie liegt zwischen Poßweg und Wilskistraße. | Zinsweilerweg |
| Zwingenberger Weg (Lage)          | 0140                      | Zwingenberg, hessische Stadt an der Bergstraße | 31. Juli 1947       | Die Straße zwischen Ottmachauer und Salemer Steig hieß von 1938 bis 1947 Niedersachsenweg. | Zwingenberger Weg |

## Ehemalige und geplante Straßen
Die heutigen Ortsteilgrenzen zwischen Nikolassee, Schlachtensee und Zehlendorf waren zu Anfang des 20. Jahrhunderts nicht so definiert, dass die Zehlendorf West AG nicht auch Projekte bis Nikolassee betrieben hätte, wodurch die Zuordnung etwas erschwert ist. Zwischen 1937 und 1947 wurden Umbenennungen nach einem Preisausschreiben für die SS-Siedlung ausgeführt die im Folgenden besonders markiert sind.
| Ursprünglicher Name         | von           | bis           | umbenannt                           | Anmerkung |
| --------------------------- | ------------- | ------------- | ----------------------------------- | --- |
| Adalbertstraße              | vor 1896      | 31. Aug. 1937 | → Lagardestraße                     | Adalbert von Preußen (1811–1873), Prinz von Preußen. Vorher Straße 2 des Bebauungsplans. |
| Ahnenzeile                  | 3. Nov. 1938  | 31. Juli 1947 | → Jugenheimer Weg                   | In der Blut-und-Boden-Ideologie der NS-Zeit spielte der Ahnenkult eine Rolle. Zuerst war es die Straße 532, sie wurde um 1920 von der Zehlendorf-West AG angelegt und war eine Privatstraße. |
| Albrechtstraße              | um 1899       | 31. Aug. 1937 | → Hoensbroechstraße                 | Friedrich Ludwig Leopold von Albrecht (1797–1873), Politiker. Die Straße wurde zwischen 1892 und 1899 von der Heimstätten AG angelegt. |
| Alexanderstraße             | um 1896       | 15. März 1939 | → Gobineaustraße                    | Alexander II. (1818–1881), Kaiser von Russland. Die Straße wurde um 1874 während des Baus der Wannseebahn durch die Heimstätten AG und die Eisenbahngesellschaft angelegt. |
| Alsenstraße                 | vor 1878      | 8. Apr. 1933  | → Fischerhüttenstraße               | Die Benennung erfolgte nach dem im Deutsch-Dänischen Krieg erfolgten Übergang der preußischen Truppen am 29. Juni 1864 bei Arnkiel auf die dänische Insel Alsen im Kleinen Belt, der kriegsentscheidend war. |
| Am Gutshof                  | 13. Juni 1905 | 24. Okt. 1922 | → Teltower Damm                     | Gutshof Schönow. Vorher Straße 9. Der am Teltower Damm liegende Teil der Straße Am Gutshof wurde 1991 in Teltower Damm umbenannt, ein Abschnitt zur Wupperstraße wurde ins Industriegelände einbezogen und gelöscht. |
| Annastraße                  | vor 1905      | 13. Juli 1934 | → Vopeliuspfad                      | Anna, weiblicher Vorname, auch katholische Heilige. |
| Auguststraße                | vor 1878      | 13. Juli 1934 | → Claszeile                         | August, männlicher Vorname und Name von Herrschern. Die Auguststraße und die Wilhelmstraße wurden 1934 in Claszeile umbenannt. |
| Badurastraße                | 18. Sep. 1934 | 31. Juli 1947 | → Gimpelsteig                       | Die Straße hieß vorher Dorotheenstraße wurde zwischen 1838 und 1840 als unbefestigter Verbindungsweg angelegt und ab 1893 durch den Verein zur Erziehung sittlich verwahrlosten Kinder ausgebaut. Zur Person Badura wurden bisher keine Unterlagen oder Zuordnungen gefunden. |
| Bahnhofstraße               | vor 1878      | 9. Juni 1933  | → Hampsteadstraße                   | Die Straße erhielt den Namen, da sie parallel zur Berlin-Potsdam-Magdeburger Eisenbahn direkt zum Bahnhof Zehlendorf führte. |
| Bechtheimer Straße          | um 1939       | um 1959       | aufgehoben                          | Als Wohnstraße angelegte Nebenstraße der Berlepschstraße. Gebäude entstanden, vermutlich wegen des Kriegsbeginns, nicht mehr. Auf dem Luftbild von 1953 ist die unbebaute Straße gut zu erkennen. Um 1960 als Straße 607 neu trassiert und bebaut, seit 1962 → Michendorfer Straße. |
| Bertholdstraße              | 30. Okt. 1926 | 6. Juni 1957  | aufgehoben                          | Eine früher bestehende Bertholdstraße wurde 1957 aufgehoben. 1958 erhielt erneut eine Straße in Zehlendorf den Namen → Bertholdstraße. Die Lage beider Straßen ist nicht identisch. Berthold war der erste Apotheker in Zehlendorf. |
| Boelckestraße               | 1927          | 10. Okt. 1936 | → Hartmannsweilerweg                | Oswald Boelcke (1891–1916), Jagdflieger im Ersten Weltkrieg. Die Straße wurde zwischen 1925 und 1926 von der Sommerfield AG angelegt. Vor der Benennung war es die Straße 301 des Bebauungsplans. |
| Brautpfad                   | 3. Nov. 1938  | 31. Juli 1947 | → Lindenfelser Weg                  | Die vorher Straße 504 benannt wurde von der Zehlendorf-West AG angelegt. Brautpfad war einer der Siegernamen im Preisausschreiben der SS-Zeitung Das Schwarze Korps für die SS-Kameradschaftssiedlung. |
| Burggrafenstraße            | um 1896       | 8. Aug. 1935  | → Beuckestraße                      | Burggraf, das aus dem Burgvogt erwachsene Amt. Die Straße wurde 1891/1892 von der Gemeinde auf Kosten der Anlieger und Eigentümer angelegt. |
| Buschstraße                 | vor 1878      | 13. Juli 1934 | → Nieritzweg                        | Wohl anfangs von Buschwerk umgeben. Zunächst als Fuß- und Feldweg angelegt wurde auf Antrag der Bewohner von Schönow von der Gemeinde die Befestigung des Weges beschlossen. Die Arbeiten begannen 1901. |
| Cecilienplatz               | vor 1925      | um 1934       | aufgehoben                          | Cecilie Auguste Marie (1886–1954), Kronprinzessin. Der Cecilienplatz lag an der Kreuzung Cecilienstraße/Schützenstraße. Er wurde vermutlich 1934 mit der Verbreiterung und Umbenennung der Cecilienstraße in Kronprinzenstraße aufgehoben. |
| Cecilienstraße              | vor 1912      | 18. Sep. 1934 | → Clayallee                         | Cecilie Auguste Marie (1886–1954), Kronprinzessin. 1934 wurden die Cecilienstraße und die Hauptstraße in Zehlendorf als südliche Verlängerung der bereits bestehenden Kronprinzenallee einbezogen. Die Straße wurde im Zuge der heutigen Teltower Damm/Clayallee in der ersten Hälfte des 19. Jahrhunderts angelegt, 1906/1907 erfolgte der endgültige Ausbau und die Befestigung der Straße durch die Gemeinden und die Anlieger. |
| Derfflingerstraße           | vor 1906      | 31. Aug. 1937 | → Wolzogenstraße                    | Georg von Derfflinger (1606–1695), kurfürstlich-brandenburgischer Generalfeldmarschall und Statthalter von Pommern. |
| Dienstweg                   | 3. Nov. 1938  | 31. Juli 1947 | → Heppenheimer Weg                  | Dienstweg, einer der Siegernamen im Preisausschreiben der SS-Zeitung Das Schwarze Korps für die SS-Kameradschaftssiedlung. |
| Dietersheimer Weg           | um 1939       | um 1960       | → Neuruppiner Straße                | Auf einem ehemaligen Feld des Rittergutes Düppel, das 1928 zu Berlin kam, wurde in den 1930er Jahren ein Weg angelegt, zunächst um 1936 als Straße 564, dann als Dietersheimer Weg. Zur geplanten Bebauung kam es nicht. Als die Straße um 1960 verlängert, ausgebaut und bebaut wurde, erhielt sie den neuen Namen Neuruppiner Straße. |
| Dorfstraße                  | vor 1922      | 15. März 1939 | → Alt-Schönow                       | Dorfkern von Schönow, vor der Benennung allgemein als Dorfaue bezeichnet. |
| Düppeler Weg                | vor 1928      | 1931          | → Andréezeile                       | Südlicher Teil des ehemaligen Verbindungsweges von Schönow, nach Düppel, 1931 in die neubenannte Andréezeile einbezogen, ab 1966 weiterhin unter letzterem Namen, jedoch teilweise anders verlaufend. |
| Dorotheenstraße             | vor 1878      | 18. Sep. 1934 | → Badurastraße                      | Dorothea (1636–1689), Kurfürstin von Brandenburg. Die Straße wurde zwischen 1838 und 1840 als unbefestigter Verbindungsweg angelegt und ab 1893 durch den Verein zur Erziehung sittlich verwahrlosten Kinder ausgebaut. |
| Elfriedestraße              | vor 1912      | 3. Nov. 1938  | → Biesalskistraße                   | Elfriede, weiblicher Vorname. Die Straße wurde als Straße 328 des Bebauungsplans zwischen 1895 und 1897 in zwei Bauabschnitten von der Zehlendorf-Grunewald AG angelegt. |
| Elisabethstraße             | nach 1894     | 15. März 1939 | → Schemannzeile → Guntersblumer Weg | Elisabeth Ludovika (1801–1873), Prinzessin von Bayern, Gemahlin Friedrich Wilhelms IV., Königin von Preußen. Ein Teil der Straße wurde zwischen 1894 und 1899 von den Eigentümern und der Zehlendorf-West AG angelegt. Ein Teil der Elisabeth- und die Georgenstraße wurden 1939 in Schemannzeile umbenannt. |
| Elsestraße                  | um 1906       | 15. März 1939 | → Schmarjestraße                    | Else, weiblicher Vorname. Die Straße wurde um 1900 von der Zehlendorf-Grunewald AG angelegt. |
| Fadingerweg                 | 15. Nov. 1938 | 31. Juli 1947 | → Grumbacher Weg                    | Stefan Fadinger (um 1585–1626), Bauer und Oberhauptmann der aufständischen Bauern im oberösterreichischen Bauernkrieg. Vorher Straße 544 des Bebauungsplans. |
| Finckensteinallee           | 9. Juni 1933  | 22. Okt. 1963 | → Hampsteadstraße                   | Karl Wilhelm Reichsgraf Finck von Finckenstein (1714–1800), Politiker. Die Bahnhofstraße und die Lichterfelder Straße in Zehlendorf sowie die Zehlendorfer Straße in Steglitz wurden 1933 in Finckensteinallee umbenannt. Der Zehlendorfer Teil erhielt 1963 den Namen Hampsteadstraße, der Steglitzer Teil heißt weiterhin Finckensteinallee. |
| Flensburger Straße          | um 1892       | 1. Aug. 1969  | → Karl-Hofer-Straße                 | Flensburg, heute kreisfreie Stadt im Bundesland Schleswig-Holstein. Der erste Teil der Straße wurde 1889 zwischen der Fischerhüttenstraße und der Jaehnstraße von den Abrahamschen Erben angelegt. Der weitere Ausbau erfolgte dann ab 1901 gemeinsam mit der Zehlendorf-West AG. |
| Friedrichstraße             | um 1889       | nach 1950     | aufgehoben                          | Friedrich, männlicher Vor- und Herrschername. Die Friedrichstraße ging nach 1950 im Gelände des heutigen Behring-Krankenhauses auf. |
| Führerplatz                 | 3. Nov. 1938  | 31. Juli 1947 | → Selmaplatz                        | Führer (Adolf Hitler) |
| Georgenstraße               | vor 1905      | 15. März 1939 | → Schemannzeile                     | Georg, männlicher Vorname. Ein Teil der Straße wurde 1892/1893 von der Heimstätten AG angelegt. 1939 bei der Umbenennung in Schemannzeile ein Teil der in Nikolassee liegenden Elisabethstraße einbezogen. |
| Grunewaldallee              | um 1885       | 26. Jan. 1934 | → Argentinische Allee               | Der Grunewald ist bereits seit dem 19. Jahrhundert ein beliebtes Ausflugs- und Erholungsgebiet für die Berliner Bevölkerung, am Südrand befand sich ein militärisches Übungsgelände. |
| Grunewaldstraße             | vor 1878      | vor 1914      | → Winfriedstraße                    | Grunewald. Die Straße wurde zwischen 1840 und 1845 von den Eigentümern als Privatstraße angelegt und 1919/1920 übernahm die Gemeinde das Straßenland. |
| Hans-Bredow-Straße          | 12. Mai 1922  | 13. Juli 1934 | → Seibtweg                          | Hans Bredow (1879–1959), Ingenieur, Opfer des NS-Regimes. Sie wurde als Straße 3 eingerichtet und um 1900 von Beamten-Wohnungsverein angelegt. |
| Hans-Knirsch-Weg            | 11. Mai 1938  | 31. Juli 1947 | → Elvirasteig                       | Hans Knirsch (1877–1933), Politiker, Anhänger des NS-Regimes. Die Straße wurde um 1900 als Zietenstraße angelegt. |
| Hauptstraße                 | vor 1878      | 18. Sep. 1934 | → Teltower Damm → #Clayallee        | Die wichtige Straße von Zehlendorf nach Dahlem und Teltow wurde zwischen 1820 und 1849 von der Gemeinde Zehlendorf und der Stadt Teltow angelegt. Die Hauptstraße führte vom Bahnhof Zehlendorf bis zur Winfriedstraße und als Verlängerte Hauptstraße später zur Zehlendorfer Gemarkungsgrenze ergänzt. Der Abschnitt der Hauptstraße zwischen Bahnhof Zehlendorf und Berliner Straße wurde 1934 zusammen mit der Teltower Straße und der Teltower Chaussee in Teltower Damm umbenannt, der Abschnitt nördlich der Berliner Straße in Kronprinzenallee (heute: Clayallee).    |
| Heidestraße                 | um 1890       | 17. Jan. 1931 | → Busseallee                        | In der Heide zwischen der Glocken-, Fischerhütten- und Potsdamer Straße reichte der Unternehmer Bergmann 1889 ein Projekt für den Bau der Wohnsiedlung ein, der 1889 genehmigt wurde. Diese erste Straße wurde 1890 fertiggestellt und Ende 1890/Anfang 1891 benannt. |
| Heimstättenstraße           | um 1890       | 20. März 1939 | → Schemmstraße                      | Die Heimstätten AG (im Sinne von Heim benannt) und die Eisenbahngesellschaft haben nach dem Bau der Wannseebahn diese Straße in zwei Bauabschnitten zwischen 1890 und 1893 erbaut. Der Teil von der alten Wannseestraße bis zur alten Augustastraße wurde um 1890 als Heimstättenstraße, der zweite Teil von der Augustastraße bis zur alten Seestraße um 1893 als Waldemarstraße benannt. 1939 wurde die nördliche Waldemarstraße mit der Heimstättenstraße in Schemmstraße umbenannt, deren (Nikolasseer) südlicher Abschnitt mit der Gertrudstraße in Palmzeile.            |
| Heinrichstraße              | vor 1896      | 31. Aug. 1937 | → Düringzeile                       | Heinrich, männlicher Vor- und Herrschername, möglicherweise benannt nach Albert Wilhelm Heinrich (1862–1929), Prinz von Preußen. |
| Hohenlohestraße             | vor 1906      | 31. Aug. 1937 | → Anackerstraße                     | Hohenlohe, fränkisches Fürstengeschlecht. Die Straße wurde um 1900 von der Zehlendorf-West AG, den Eigentümern und der Eisenbahngesellschaft angelegt. 1937 wurden ein Teil der Hohenlohestraße und die Seydlitzstraße in Anackerstraße umbenannt. Der verbleibende Rest der Hohenlohestraße zwischen Potsdamer Chaussee und Seydlitzstraße fiel infolge Änderung des Bebauungsplanes weg und wurde gelöscht. |
| Holzweberstraße             | 3. Nov. 1938  | 31. Juli 1947 | → Ottmachauer Steig                 | Franz Holzweber (1904–1934), Anhänger der NS-Bewegung. Vorher. Sie wurde zwischen 1915 und 1920 als Straße 537 des Bebauungsplans von der Zehlendorf-West AG angelegt. |
| Julius-Schreck-Straße       | 3. Nov. 1938  | 31. Juli 1947 | → Teschener Weg                     | Julius Schreck (1898–1936), Schauspieler, Anhänger der NS-Bewegung. Die Straße 121 des Bebauungsplans wurde Ende der 1920er Jahre von der Zehlendorf-West AG angelegt. |
| Kaiserstraße                | um 1866       | 13. Juni 1966 | → Martin-Buber-Straße               | Kaiser, weltlicher Herrschertitel, hier wohl der Deutsche Kaiser. Die Straße wurde um 1886 von der Gemeinde und den Eigentümern angelegt. |
| Karlstraße                  | vor 1878      | 8. Apr. 1933  | → Schrockstraße                     | Friedrich Karl Alexander (1801–1883), Prinz von Preußen. Karlstraße und Verlängerte Karlstraße wurden 1933 in Schrockstraße umbenannt. |
| Klarastraße                 | vor 1895      | 13. Juli 1934 | → Kleinaustraße                     | Klara, weiblicher Vorname. Die Straße, bis 1996 als Privatstraße, wurde um 1893 angelegt, 1895 befestigt. Sie ist im Wilski-Übersichtsplan von 1912 aufgeführt, aber erst seit 1925 Berliner Straßenverzeichnis. 1934 wurde sie mit der Paulstraße in Kleinaustraße umbenannt. |
| Kleine Dorotheenstraße      | vor 1912      | 13. Juli 1934 | → Rombsweg                          | Möglicherweise Dorothea Sophie (1636–1689), Kurfürstin von Brandenburg |
| König-Heinrich-Straße       | 15. Nov. 1938 | 31. Juli 1947 | → Starkenburger Straße              | Heinrich I. (um 875–936), Herzog von Sachsen, ostfränkisch-deutscher König. Sie wurde Mitte der 1920er Jahre als Straße 124 des Bebauungsplans von der Zehlendorf-West AG angelegt. |
| Lessingstraße               | vor 1905      | 26. Jan. 1935 | → Limastraße                        | Gotthold Ephraim Lessing (1729–1781), Schriftsteller. Die Straße wurde zwischen 1899 und 1901 von der Zehlendorf-West AG und den Eigentümern im „Schriftstellerviertel“ angelegt. |
| Lindenallee                 | nach 1895     | 1. Dez. 1934  | → Theodor-Fritsch-Allee             | Linde, Laubbaum an Alleen. Die Straße wurde zwischen 1892 und 1895 von der Zehlendorf-West AG mit Linden bepflanzt angelegt. Zwischen 1938 und 1947 hieß sie Theodor-Fritsch-Allee, danach Lindenthaler Allee. |
| Margaretenstraße            | nach 1902     | 15. März 1939 | → Glagauzeile                       | Margarete, weiblicher Vorname. Die Straße wurde 1901/1902 von der Zehlendorf-West AG angelegt. |
| Miquelstraße                | 1905          | 26. Apr. 1960 | → Kösterstraße                      | Johannes von Miquel (1828–1901), Politiker. Die Straße wurde bis 1905 von den Eigentümern und Anliegern angelegt. Um 1906 erfolgte die Befestigung und der Ausbau. |
| Moltkestraße                | um 1914       | 9. Sep. 1929  | → Walterhöferstraße                 | Helmuth Karl Bernhard von Moltke (1800–1891), deutscher Generalfeldmarschall. |
| Mütterstraße                | 3. Nov. 1938  | 31. Juli 1947 | → Viernheimer Weg                   | Mütterstraße, einer der Siegernamen im Preisausschreiben die SS-Kameradschaftssiedlung. |
| Niedersachsenweg            | 15. Nov. 1938 | 31. Juli 1947 | → Zwingenberger Weg                 | Niedersachsen, heute Bundesland. Ein Siegername für die SS-Kameradschaftssiedlung. |
| Parkstraße                  | um 1896       | 13. Juli 1934 | → Leuchtenburgstraße                | Die Straße verlief bei ihrer Benennung unmittelbar entlang der Westseite des heutigen Schweizerhof-Parks. |
| Paulstraße                  | vor 1905      | 13. Juli 1934 | → Kleinaustraße                     | Paul, männlicher Vorname. Die Paulstraße wurde zusammen mit der Klarastraße 1934 in Kleinaustraße umbenannt. |
| Planettastraße              | 3. Nov. 1938  | 31. Juli 1947 | → Schlawer Straße                   | Otto Planetta (1899–1934), österreichischer Angehöriger der NS-Bewegung. |
| Pleichingerstraße           | 3. Nov. 1938  | 31. Juli 1947 | → Salemer Steig                     | Pleichinger gehörte zu den ersten Mitkämpfern Hitlers in München. Die Straße war als Straße 535 des Bebauungsplans eingerichtet worden. Der Straßenname wurde mit 15 weiteren aus mehr als 1800 Vorschlägen ausgesucht, die die SS-Zeitung Das Schwarze Korps auf ihren Aufruf im August 1938, passende Straßennamen-Vorschläge für die SS-Kameradschaftssiedlung in Zehlendorf einzusenden, erhalten hatte. 13 von ihnen sowie der Führerplatz und die Julius-Schreck-Straße wurden umbenannt, wie am 31. Juli 1947 im Verordnungsblatt für Groß-Berlin bekanntgegeben wurde. |
| Prinz-Friedrich-Karl-Straße | um 1892       | 14. Sep. 1927 | → Sven-Hedin-Straße                 | Friedrich Karl Nikolaus (1828–1885), Prinz von Preußen. |
| Schemmstraße                | 15. März 1939 | 31. Juli 1947 | → Matterhornstraße                  | Hans Schemm (1891–1935), NSDAP-Gauleiter der Bayerischen Ostmark und „Reichswalter“ des Nationalsozialistischen Lehrerbundes (NSLB). 1939 wurde die Heimstättenstraße mit einem Teil der Waldemarstraße in Schemmstraße umbenannt. |
| Separationsweg              | vor 1928      | 20. März 1929 | → Sachtlebenstraße                  | Ursprünglich die Verlängerung der Sachtlebenstraße südlich vom heutigen Nieritzweg, 1929 in Erstere namentlich einbezogen. |
| Spandauer Straße            | vor 1878      | 8. Apr. 1933  | → Onkel-Tom-Straße                  | Alter Verbindungsweg von Zehlendorf nach Spandau durch den Grunewald, war vor 1878 bereits ausgebaut. |
| Theodor-Fritsch-Allee       | 1. Dez. 1934  | 31. Juli 1947 | → Lindenthaler Allee                | Theodor Fritsch (1852–1933), Publizist und Verleger antisemitischer Schriften. Die Straße hieß seit 1906 Lindenallee. |
| Treuepfad                   | 3. Nov. 1937  | 31. Juli 1947 | → Alsbacher Weg                     | Treue als nationalsozialistisches Schlagwort wurde bei einem Preisausschreiben der SS-Zeitung Das Schwarze Korps mit 15 weiteren aus 1800 Vorschlägen für die SS-Kameradschaftssiedlung in Zehlendorf ausgesucht. |
| Viktoriastraße              | um 1896       | 31. Aug. 1937 | → Stöckerzeile                      | Die Viktoriastraße lag an der Grenze zwischen Nikolassee und Zehlendorf. Der Abschnitt der Viktoriastraße zwischen Hubertusstraße (heute: Tewsstraße) und Potsdamer Chaussee wurde bereits 1925 als Verlängerung der Nikolasseer Wannseestraße (seit 1939: Spanische Allee) in diese einbezogen. Der nördliche Teil zum Schlachtensee wurde 1937 zur Stöckerzeile und ist heute die Breisgauer Straße. |
| Zietenstraße                | um 1900       | 11. Mai 1938  | → Elvirasteig                       | Hans Joachim von Zieten (1699–1786), preußischer Husarengeneral im Dienste Friedrichs II. Die Straße wurde 1891 durch die Heimstätten AG angelegt. |

## Weitere Örtlichkeiten von Zehlendorf

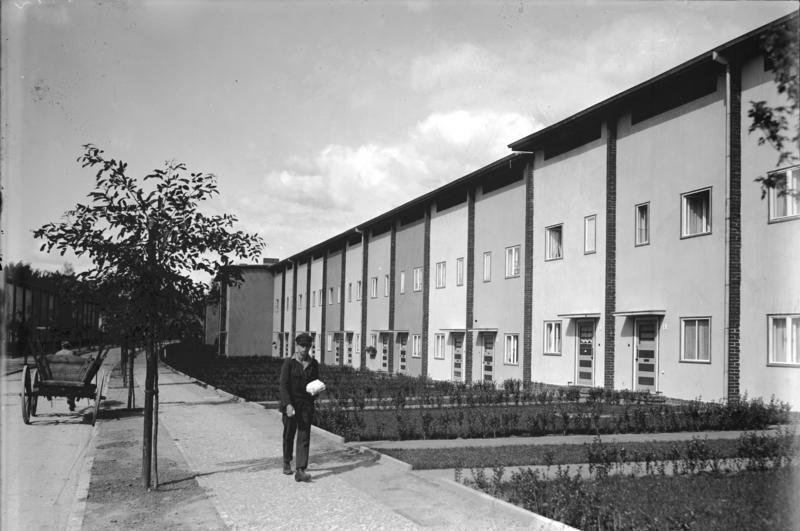
Mustersiedlung in Zehlendorf, Aufnahme von 1928.

### Kleingartenanlagen
- Kolonie Alt-Schönow (Lage), Kleinmachnower Weg, 226 Parzellen, 109.005 m², gegründet 1938, fiktive Dauerkleingärten gemäß §§ 16 und 20a BKleingG auf landeseigenen Gelände.[56]
- Dauerkleingartenanlage an der Wupperstraße (Lage), 86 Parzellen, gesamte Pachtfläche 31.729 m²,[57] fiktive Dauerkleingärten auf landeseigenen Gelände.[56]
- Kolonie BLW – Unterbezirk Lichterfelde-West Gruppe Zehlendorf-Süd (KGA Zehlendorf) (Lage), Bahnlandwirtschaft südlich der Gleisanlagen am Bahnhof Zehlendorf.
- Kleingartenverein Grünstreifen[58] (Lage), Mühlenstraße, 129 Parzellen, 54.704 m², gegründet 1922,[57] fiktive Dauerkleingärten gemäß §§ 16 und 20a BKleingG auf landeseigenen Gelände.[56]
- Kleingartenanlage Hoppe (Lage), Königsweg, 69 Parzellen, 25.066 m²,[57] fiktive Dauerkleingärten.[56]
- Kolonie Idsteiner Straße (Lage), gegründet 1972, 58 Parzellen, 20.108 m²,[57] durch B-Plan als Dauerkleingärten festgesetzt.[56]
- Dauerkleingartenanlage Sachtleben (Lage), Dauerkleingartenanlage Sachtleben e. V., 43.566 m² Pachtfläche, 139 Parzellen,[57] durch B-Plan als Dauerkleingärten festgesetzt.[56]
- Dauerkleingartenanlage Teltowblick (Lage), Kleinmachnower Weg, 110 Parzellen, Pachtfläche 40.381 m²,[57] fiktive Dauerkleingärten auf landeseigenen Gelände.[56]

### Parks und Grünflächen
- Fischtalpark (Lage)
- Gemeindewäldchen (Lage)

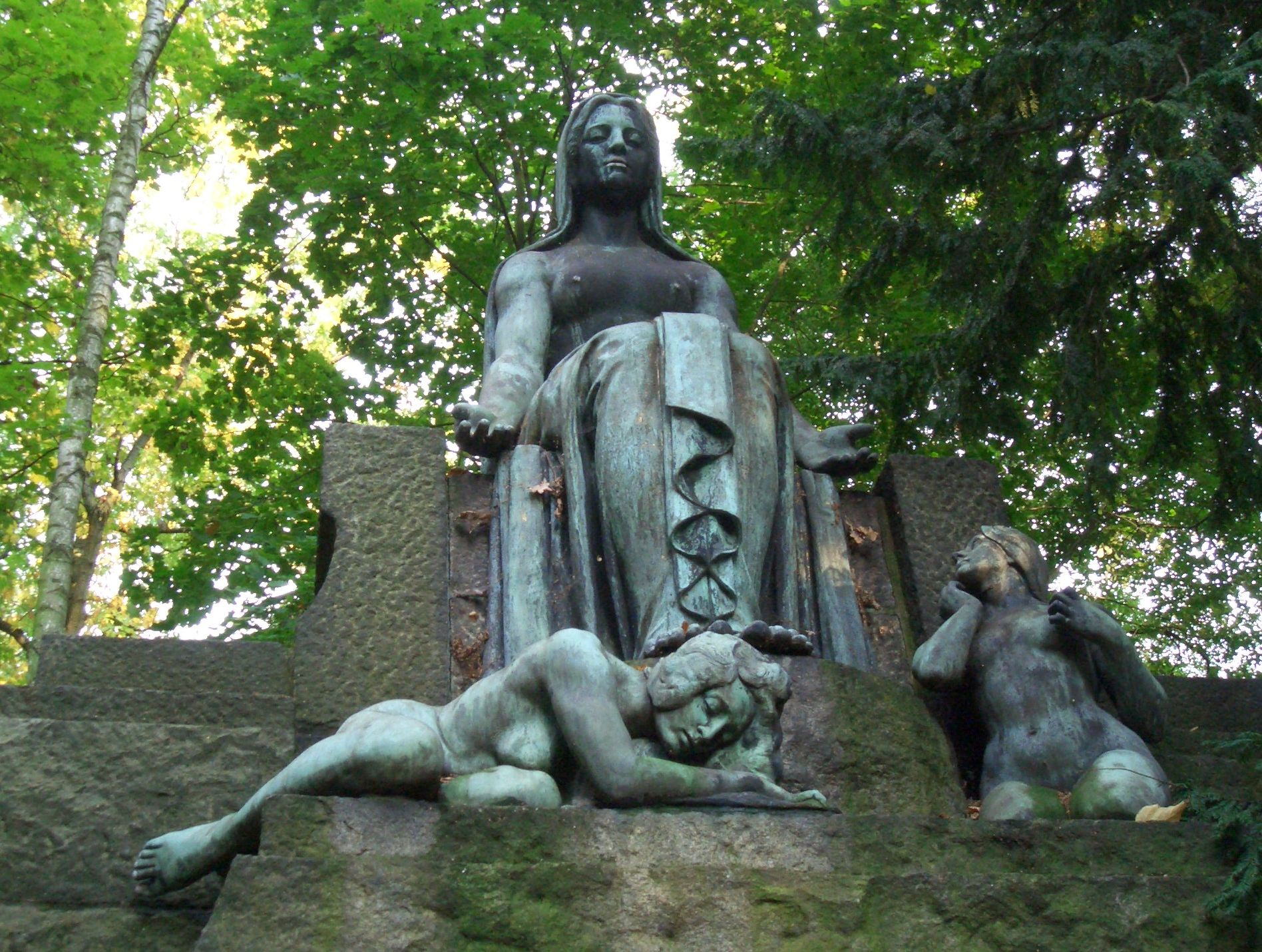
Lebensgroße Skulpturen (Schwermütige) von Gottlieb Elster auf dem Grabmonument im Laehrschen Privatfriedhof im Schönower Park

- Heinrich-Laehr-Park (Lage), benannt nach Heinrich Laehr, eine um 1906 geschaffenen Anlage um das Nervensanatorium Schweizerhof
- Marga-Meusel-Park (Lage), benannt nach Marga Meusel
- Paul-Ernst-Park (Lage)
- Paul-Mebes-Park (Lage), benannt nach Paul Mebes
- Schönower Park (Lage), er entstand aus dem nördlichen Teil des Heinrich-Laehr-Parks
- Schweizerhofpark (Lage)
- Friedhof Onkel-Tom-Straße (Lage)
- Friedhof Schönow (Lage) am Teltower Damm/Kleinmachnower Straße.

### Verkehrsflächen

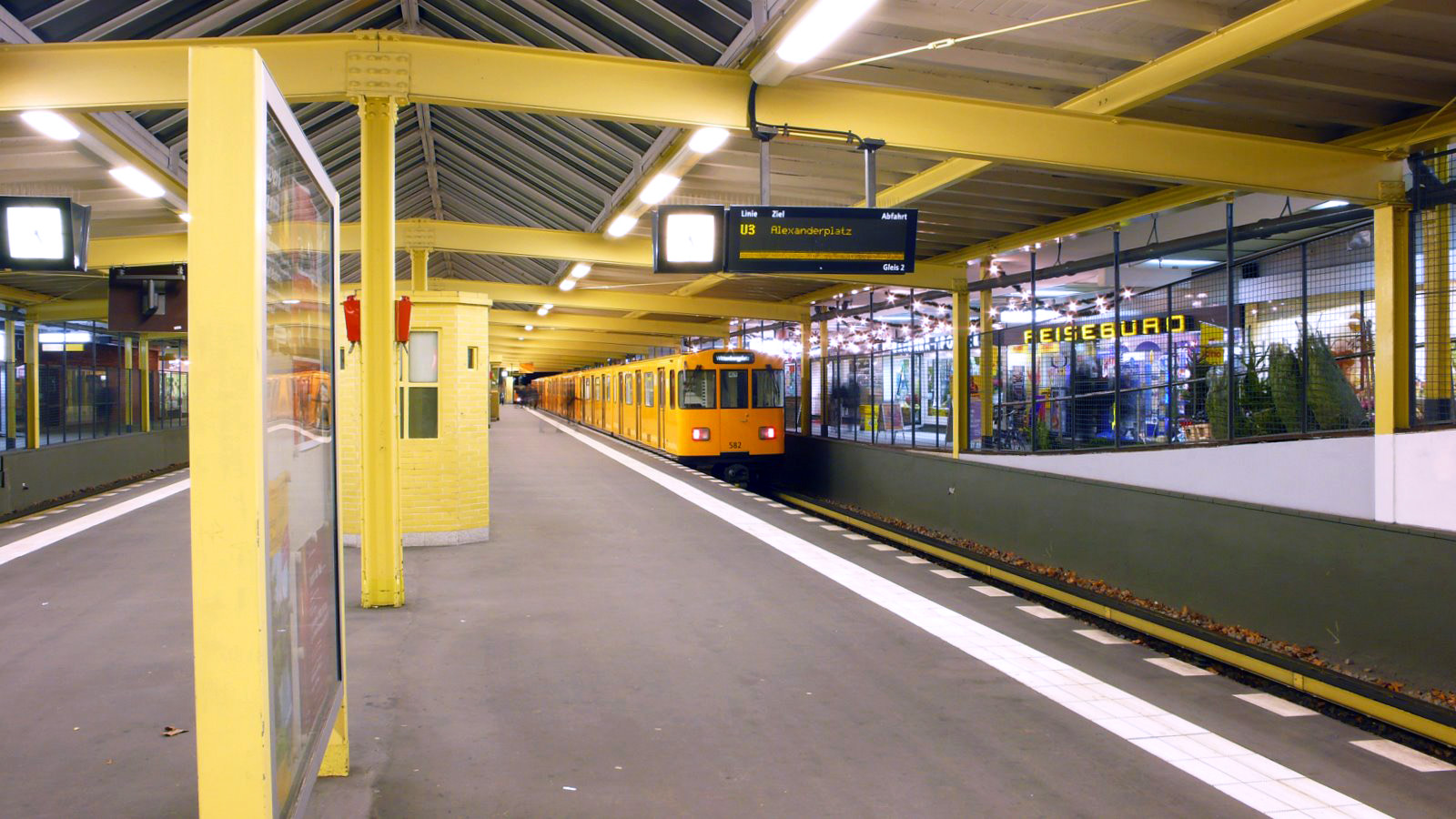
U-Bahnhof Onkel Toms Hütte

- Ehemaliger S-Bahnhof Zehlendorf Süd an der alten Stammbahn (Lage)
- S-Bahn-Linie S1
  - S-Bahnhof Mexikoplatz (Lage)
  - S-Bahnhof Sundgauer Straße (Lage)
  - S-Bahnhof Zehlendorf (Lage)
- U-Bahn-Linie U3
  - U-Bahnhof Krumme Lanke (Lage)
  - U-Bahnhof Onkel Toms Hütte (Lage)

### Sonstige Orte und Freiflächen
- Birkenallee (Lage)
- Fischerhüttenweg (Lage)
- Gut Düppel (Lage)
- Hundeauslauf[59] im gesamten Zehlendorfer Teil des Grunewaldes östlich der AVUS
  - Gebiet um den Jagen 40/42 (Lage)
  - Waldgebiet an der Krummen Lanke (Lage)

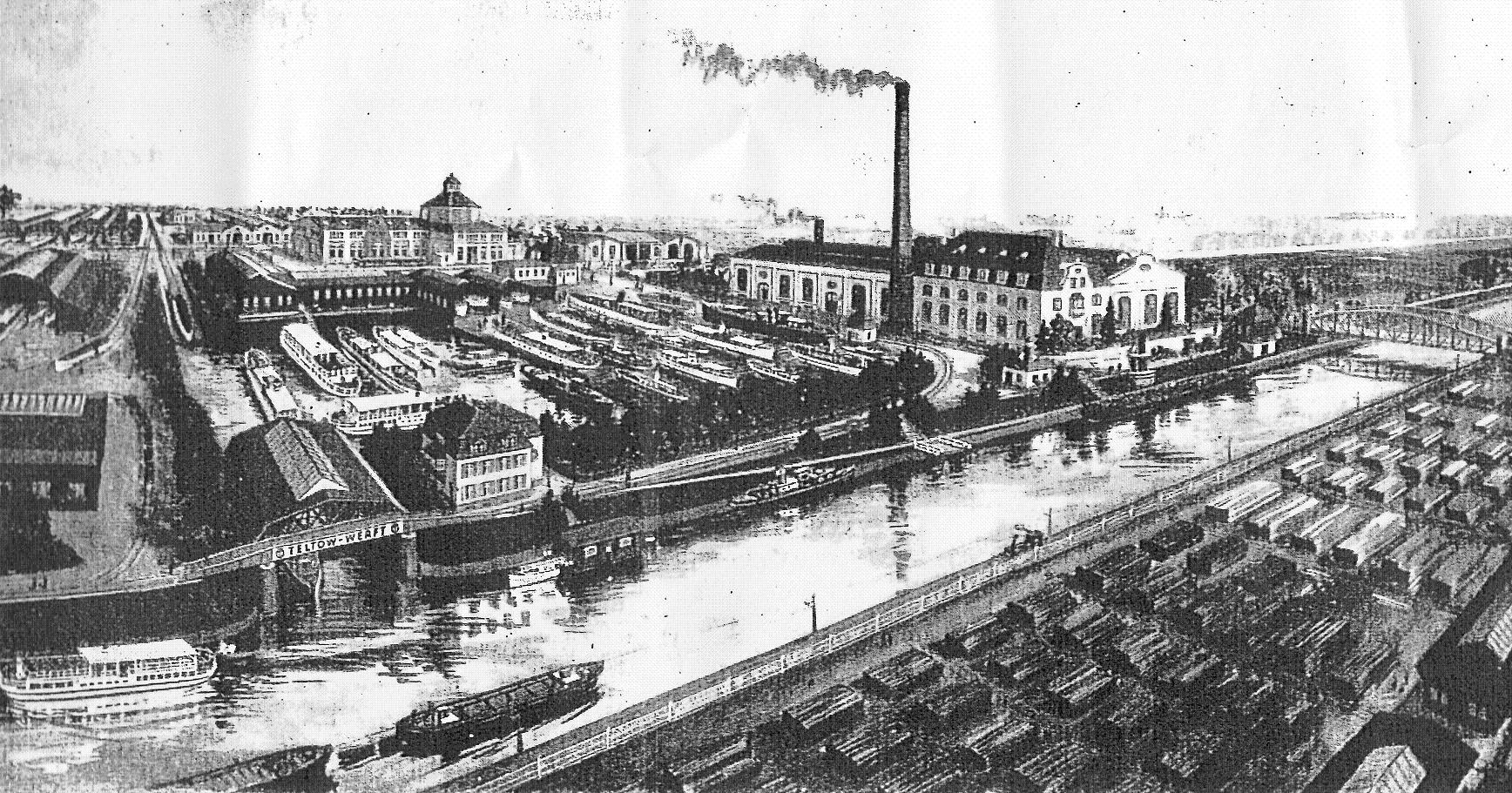
Teltow-Werft, um 1920

- Gelände der ehemaligen Teltow-Werft am Teltowkanal (Lage)
- JVA Düppel (Lage)
- Pumpwerk Buschgrabengrundweg (Lage)
- Die Berliner Wanderwege[60][61][62]
  - Wannseeweg – Hauptweg 11[63]
  - Teltower Dörferweg – Hauptweg 15[64]
  - Teltowkanalweg – Hauptweg 17[65]
  - Berliner Mauerweg